# قاچاق جنسی

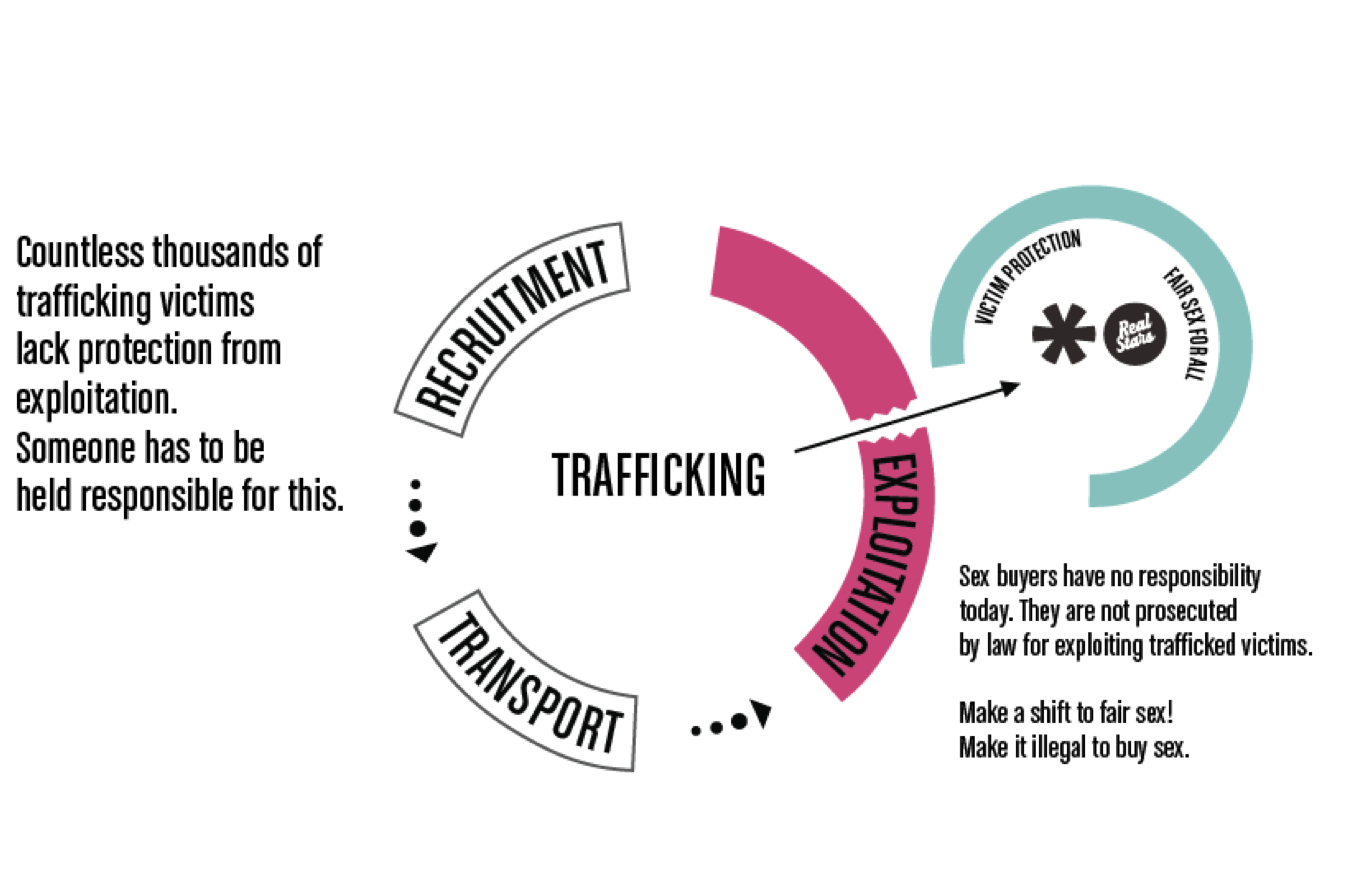
مدل تجاری قاچاق جنسی که توسط کنش‌گران سوئدی ضد کارگری جنسی توصیف شده‌است.

قاچاق جنسی گونه‌ای از قاچاق انسان به منظور استثمار جنسی فرد است. استثمار جنسی شامل بردگی جنسی است که نوعی برده‌داری نو به‌حساب می‌آید. در این فعالیت، معمولاً فرد قربانی از راه‌های مختلف به قاچاقچی یا قاچاقچی‌های خود وابسته می‌شود و سپس قاچاقچیان نیز وی را مجبور به ارائه خدمات جنسی به مشتریان خود می‌کنند. جرم قاچاق جنسی می‌تواند شامل آدم‌ربایی، قاچاق و بهره‌کشی جنسی از فرد قربانی باشد. همچنین، گردشگری جنسی کودکان، قاچاق جنسی داخلی جزئی یا هر گونه از استثمار جنسی تجاری از کودکان و تن‌فروشان بزرگ‌سال نیز می‌تواند جزءی از قاچاق جنسی محسوب شود.
در سال ۲۰۱۲، سازمان بین‌المللی کار گزارش کرد ۲۰٫۹ میلیون تَن مجبور به کار اجباری شده که از میان آن‌ها ۲۲٪ یعنی ۴٫۵ میلیون تن قربانی استثمار اجباری جنسی هستند. این سازمان همچنین در سال ۲۰۱۶ گزارش داده‌است که از ۲۵ میلیون تَن کارگر اجباری، ۵ میلیون قربانی استثمار جنسی بوده‌اند. با این حال، به دلیل پنهان بودن قاچاق جنسی، به دست آوردن آمار دقیق و قابل اعتماد برای محققان دشوار است. سود جهانی تجارت بردگی جنسی طبق گفته سازمان بین‌المللی کار ۹۹ میلیارد دلار آمریکا تخمین زده شده‌است. در سال ۲۰۰۵، این رقم ۹ میلیارد دلار برای کل قاچاق انسان در نظر گرفته شده بود.
بیشتر قربانیان در موقعیت‌های اجباری یا توهین‌آمیز قرار می‌گیرند که فرار از آن دشوار و خطرناک است. از آنجایی که یک شبکه پیچیده میان‌کشوری در قاچاق جنسی فعال است، یافتن راه حل‌های مناسب برای این مشکل مرتبط با حقوق بشر بسیار دشوار است.

## باورهای نادرست رایج
در مورد قاچاق جنسی باورهای نادرستی وجود دارد. قاچاق جنسی و قاچاق انسان را نباید با قاچاق مهاجران اشتباه گرفت. قاچاق مهاجران به معنی انتقال مهاجران میان مرزهای بین‌المللی به صورت غیرقانونی و مخفیانه است؛ اما قاچاق انسان، شامل اجبار یا فریب افراد و انتقال آن‌ها به مکانی دیگر به منظور بهره‌کشی از آن‌هاست. همچنین قاچاق انسان لزوماً شامل انتقال میان‌کشوری نبوده و می‌تواند در جغرافیای یک کشور نیز اتفاق بی‌افتد. قاچاق انسان و قاچاق جنسی اغلب با هم هم‌پوشانی دارند. با این حال، قاچاق انسان ممکن است شیوع بیشتری نسبت به قاچاق انسان به منظوربردگی جنسی داشته باشد. باید یادآور شد که به دست آوردن تخمین دقیق از میزان قاچاق انسان بسیار دشوار است. به دلیل خشم عمومی که کار جنسی اجباری در مقایسه با کار غیر جنسی اجباری ایجاد می‌کند، حوادث مرتبط با قاچاق جنسی بیشتر گزارش شده و بیش‌تر مورد توجه سازمان‌های امدادی و خیریه‌ها قرار می‌گیرد.
قاچاق جنسی معمولاً با رابطه جنسی غیر اجباری برای پول یا روسپی‌گری در ارتباط است. این باور غلط غالباً از گزارش نکردن میزان قاچاق جنسی به دلیل ترس قربانیان از قاچاقچیان ایجاد شده‌است. همچنین تعاریف حقوقی دائماً در حال تغییر دربارهٔ شرایط جرم‌انگاری قاچاق جنسی و روسپی‌گری و دیدگاه‌های متناقض میان قاچاق و کار جنسی نیز از دیگر عوامل ایجاد این باورهای نادرست هستند. علاوه بر این، برخی از محققان استدلال می‌کنند که خارج کردن کارگران جنسی و بازماندگان قاچاق جنسی از حیطه تحقیقات باعث ایجاد نقص در پژوهش‌ها شده‌است. دیگر محققان استدلال می‌کنند که این دو معمولاً به دلیل ارتباط ذاتی با یکدیگر درگیر هستند. کسانی که این نظر را دارند معتقدند که رابطه جنسی تجاری‌شده تقاضا برای خدمات جنسی را افزایش می‌دهد و در نتیجه قاچاق جنسی بیش‌تر می‌شود. برخی از برنامه‌ها و ابتکارات ضد قاچاق جنسی به دلیل دربر گرفتن این باورهای غلط مورد انتقاد قرار گرفته‌اند؛ زیرا به کارگران جنسی غیر قاچاقچی انگیزه‌هایی می‌دهد تا خود را به عنوان قربانیان قاچاق معرفی کنند که از جمله آن می‌توان به دسترسی به منابعی مانند پناهگاه‌ها اشاره کرد. سازمان‌های اجرای قانون به دلیل ارائه مشوق‌های مشابه مورد انتقاد قرار گرفته‌اند؛ چراکه آنها اگر روسپی‌های مشکوک را که به انتخاب خود تن به این کار می‌دهند را بپذیرند، آنان را تهدید به حبس می‌کنند و این در حالی است که کسانی که ادعا می‌کنند قربانی قاچاق جنسی هستند به جای گذراندن زندان، در کارگاه‌های آموزشی پذیرفته شده و خدمات اجتماعی می‌گیرند. چنین سیاست‌هایی، گرچه برای قربانیان واقعی قاچاق جنسی مفید است، اما نرخ گزارش شده از قاچاق جنسی را افزایش می‌دهد.
بسیاری از دانشمندان زن‌گرا با دیدگاه خود در مورد قاچاق و کار جنسی درگیری دارند. دو چارچوب غالب وجود دارد که این شکاف را نشان می‌دهد: گفتمان لغوگرایی که از تئوری سلطه‌گرایانه فمینیستی نشأت می‌گیرد و نیز گفتمان کار جنسی. زن‌گرایان معتقد به گفتمان لغوگرایانه استدلال می‌کنند که همه فحشا به دلیل رواج دگرجنسگرایی اجباری و فشارهای اجتماعی-اقتصادی ناشی از نئولیبرالیسم و نظام مرد محور پدرسالارانه اتفاق می‌افتد. این استدلال‌ها زنان را به عنوان قربانیان برده داری جنسی در نظر می‌گیرند و مسئله جنسی مردان را مشکل اصلی قلمداد می‌کند. علاوه بر نادیده گرفتن این واقعیت که بسیاری از مردان و افراد معتقد به چند جنسیتی به کارگری جنسی روی می‌آورند، گفتمان لغو قانون با مطالعات انجام شده توسط گروه‌ها و افرادی که طرفدار جرم زدایی از کارهای جنسی هستند، در تعارض است. جرم زدایی کارگران جنسی را کارگران خودمختار و کارآفرین می‌داند که بعضاً با اشخاص ثالث مانند صاحبان فاحشه خانه‌ها و باشگاه‌ها به صورت توافقی کار می‌کنند و حقوق و دستمزد بیشتر کار جنسی را نسبت به حقوق کم‌تر مشاغل معمول همچون کارمندی، و نیز آزار و اذیت جنسی توسط کارفرمایان و همکاران مرد که ممکن است در محل کار برایشان پیش بیاید، ترجیح می‌دهند. این دیدگاه همچنین با توجه به توزیع نابرابر ثروت و فقر، کار جنسی را یک انتخاب فعال یا وسیله ای برای بقا دانسته و همچنین آن را نشات گرفته از عوامل ساختاری مانند نظیر نژادپرستی، طبقه‌گرایی و تبعیض جنسی و نه فقط نتیجه جنسیت و هوس‌رانی مردان در نظر می‌گیرید. لغوگرایان، در تعدادی از سازمانهای فعال به دنبال ارائه خدمات به قربانیان قاچاق جنسی، لابی برای مبارزه با قاچاق کالا و ارز و افزایش آگاهی عمومی در مورد قاچاق جنسیت فعال هستند. این کنش‌گران غالباً طرفدار جرم انگاری کار جنسی داوطلبانه نیز هستند. در گفتمان کار جنسی، طرفداران در مورد انگ‌زنی به تن‌فروشی، بهبود شرایط کار و خدمات اجتماعی در دسترس بحث می‌کنند. بسیاری از طرفداران این گفتمان برای جرم زدایی کامل روسپیگری لابی می‌کنند؛ چراکه آن را به عنوان یک انتخاب مشروع و شغل خودخواسته در نظر می‌گیرند.
برخی از دانشمندان زن‌گرا جنبه‌های هر دو چارچوب را برای ایجاد نقطه‌نظری جدید برای بررسی قاچاق جنسی و روسپی گری ترکیب می‌کنند. طبق چارچوب‌های آنان، قاچاق و روسپیگری جنسی اشکال سلطه و استثمار مبتنی بر رابطه جنسی است، اما آنها همچنین زمینه را برای آرایه متنوعی از تجارب زنان با این صنایع فراهم می‌کنند. تحت این چارچوب، نه قاچاق جنسی و نه فحشا موضوعات یکپارچه‌ای نیستند و غالباً با اشکال دیگر ستم مرتبط می‌شوند، اما می‌توانند شامل انتخاب‌های خودمختار نیز باشند. این دیدگاه طرفدار اصلاح تحقیقات پلیس و روسپی گری، افزایش در دسترس بودن نیروی کار و خدمات اجتماعی در خارج از کار جنسی برای کاهش احتمال ورود به هر دو صنعت و همچنین گنجاندن صدای زنان در گفتگوهای مربوط به مداخله‌گری است.
این باورهای نادرست غالباً منجر به شناخت نادرست از قاچاق جنسی از سوی مجریان قانون به عنوان تن‌فروشی و بالعکس می‌شود.

## تعریف مسئله

### در جهان
در سال ۲۰۰۰، کشورها تعریفی را توسعه دادند که توسط مادران متحد ارائه شده‌است. کنوانسیون سازمان ملل علیه جرایم سازمان یافته فراملی با ارائه پروتکل پیشگیری، سرکوب و مجازات قاچاق انسان، به‌ویژه زنان و کودکان، که به عنوان پروتکل پالرمو نیز شناخته می‌شود، این تعریف را بهبود بخشید. ۱۴۷ کشور از ۱۹۲ کشور عضو سازمان ملل متحد پروتکل پالرمو را هنگام انتشار در سال ۲۰۰۰ تصویب کردند. تا سپتامبر ۲۰۱۷، ۱۷۱ کشور این پروتکل رو پذیرفته‌اند ماده ۳ پروتکل پالرمو قاچاق انسان را چنین تعریف می‌کند:
الف) «قاچاق انسان» به معنای استخدام، حمل ، انتقال، پناه دادن یا پذیرش افراد، با تهدید یا استفاده از زور یا سایر انواع زورگویی، آدم‌ربایی، کلاهبرداری، فریب، سوءاستفاده بوده و این امور از برای رضایت فرد سودجوی قدرت‌مند از راه داد و ستد پول یا مزایا به منظور بهره‌برداری از فرد آسیب‌پذیر دیگر صورت می‌پذیرد. حداقل بهره‌برداری شامل بهره‌برداری از روسپیگری دیگران یا سایر اشکال استثمار جنسی، کار یا خدمات اجباری، برده داری یا رویه‌هایی مانند بردگی، بندگی یا دزدی اعضای بدن است.
ب) رضایت قربانی قاچاق به بهره‌برداری اشاره‌شده در بند (الف) این ماده در صورت استفاده از هر یک از ابزارهای مندرج در بند (الف) بی‌اعتبار خواهد بود.
ج) استخدام، حمل و نقل ، انتقال، پناه دادن یا دریافت کودک به منظور استثمار، «قاچاق انسان» تلقی خواهد شد؛ حتی اگر این امر شامل هیچ‌یک از روشهای مندرج در بند (الف) این ماده نباشد.
د) «کودک» به معنای هر شخص زیر هجده سال است.
سپس ماده ۵ پروتکل پالرمو کشورهای عضو را ملزم می‌کند تا قاچاق را بر اساس تعریفی که در ماده ۳ ذکر شده جرم بدانند. با این حال، قوانین داخلی بسیاری از کشورهای عضو تعریفی کم‌رنگ‌تر از ماده ۳ را منعکس می‌کنند. اگرچه این کشورها ادعا می‌کنند خود را ملزم به رعایت ماده ۵ می‌دانند، اما قوانین محدود منجر به تعقیب قضایی قاچاق جنسی افراد کمتری می‌شود.
سازمان ملل متحد ابزارهای مختلفی برای مبارزه با قاچاق از جمله گزارش جهانی در مورد قاچاق انسان و یک گروه هماهنگی برای مبارزه با قاچاق انسان ایجاد کرده‌است. گزارش جهانی قاچاق انسان اطلاعات تازه‌ای را براساس داده‌های جمع‌آوری شده از ۱۵۵ کشور ارائه می‌دهد. این گزارش، نخستین ارزیابی جهانی از دامنه قاچاق انسان و آنچه برای مبارزه با آن انجام می‌شود را ارائه می‌دهد. مجمع عمومی سازمان ملل چندین قطعنامه در مورد آمارگیری به‌منظور از بین بردن قاچاق انسان تصویب کرده‌است. در سال ۲۰۱۰ برنامه جهانی اقدام سازمان ملل برای مبارزه با قاچاق انسان تصویب شد. سازمانهای مختلف دیگری در تلاش جهانی علیه قاچاق جنسی بوده‌اند. «پروتکل سازمان ملل متحد بستر ابتکارات بین‌المللی علیه قاچاق جنسی انسان است.» این پروتکل عناصر خاصی از قاچاق جنسی را تعریف می‌کند: «اقدام»، که استخدام و حمل قربانیان را توصیف می‌کند، «وسیله» که شامل اجبار، کلاهبرداری یا سوءاستفاده از قدرت است؛ و «هدف» که شامل استثمار مانند فحشا، اجباری کار یا برده داری و دزدی اعضای بدن می‌شود. سازمان ملل متحد از کشورهای عضو خواسته‌است تا قاچاق انسان را به عنوان یک جرم کیفری تعیین کنند.

### ایالات متحده آمریکا
پس از آنکه اعضای گروه روسپی‌های گمنام که از نجات‌یافتگان قاچاق جنسی مدرن مدت ۱۳ سال را صرف انجام مصاحبه‌های تلویزیونی و رادیویی، حضور در مجامع عمومی، مصاحبه‌های خبری و غیره کرده و خواستار این شدند که آمریکا باید «کاری انجام دهد»، سرانجام یک تعریف شناخته شده بین‌المللی برای قاچاق جنسی با قانون قاچاق انسان در سال ۲۰۰۰ ایجاد شد. در همان سال بود که پروتکل پالرمو تصویب شد. ایالات متحده قانون قربانیان قاچاق و خشونت در سال 2000 (TVPA) را تصویب کرد تا آشفتگی و اختلافات پیشین در مورد دستورالعمل‌های جرم انگاری قاچاق انسان را برطرف کند. با این قانون، جرایم مرتبط قاچاق جنسی به عنوان شرایطی تعریف شده‌است که در آن «یک عمل جنسی تجاری، ناشی از زور، کلاهبرداری یا اجبار باشد، یا در آن، شخصی که مجبور به انجام چنین عملی شده‌است، به سن ۱۸ سال نرسیده باشد.» اگر قربانی، کودک زیر ۱۸ سال باشد، نیاز به اثبات تقلب یا زورگویی بر اساس این قانون نیست و خودبه‌خود جرم محسوب می‌شود. سوزان تیفن برون، استاد دانشکده حقوق توماس جفرسون که در زمینه قاچاق انسان مطالب زیادی نگاشته، تحقیقاتی را در مورد قربانیان این عمل انجام داده که طی آن‌ها دریافته که سالانه بیش از دو میلیون زن در سراسر جهان برای بهره‌کشی جنسی خرید و فروش می‌شوند. به منظور روشن شدن ناسازگاری‌های قانونی پیشین در مورد جوانان و قاچاق، ایالات متحده اقدامات قانونی را برای تعریف انواع بیشتری از موقعیت‌های استثماری در مورد کودکان انجام داده‌است. دو اصطلاحی تعریف شده و روی آن‌ها تمرکز شده، عبارتند از «استثمار جنسی تجاری کودکان» و «قاچاق جنسی جزئی داخلی». استثمار جنسی تجاری از کودکان (CSEC) به عنوان «چندین شکل استثمار، از جمله پورنوگرافی، فحشا، گردشگری جنسی کودکان و ازدواج کودکان» تعریف شده‌است. قاچاق جنسی جزئی داخلی (DMST) اصطلاحی است که زیرمجموعه ای از شرایط CSEC را مشخص می‌کند که شامل «مبادله رابطه جنسی با کودک زیر ۱۸ سال که یک شهروند ایالات متحده آمریکا یا مقیم دائم است، برای سود ناشی از پول نقد، کالا یا هر چیز با ارزش دیگر» می‌شود.
طبق ECPAT آمریکا، میانگین سنی ورود به تن‌فروشی در خیابان بین ۱۲ تا ۱۴ سال است. به‌طور عمومی، فاحشه‌های خیابانی از زنان، کودکان، اقلیت‌های قومی و مهاجران فقیر هستند. در ایالات متحده، قاچاقچیان جنسی و دلالان، غالباً قربانیان خود را در مراکز خرید یا خیابان می‌یابند. بعضی اوقات دختران آسیب‌پذیر هنگام راه رفتن به سمت اتومبیلشان ربوده می‌شوند. در موارد دیگر دلال‌ها به قربانی می‌رسند و آنها را متقاعد می‌کنند که با آنها بروند و اغلب با کار یا پول قربانی را گول‌می‌زنند. آسیب‌پذیری میان دختران جوان یا بی خانمان رو به افزایش است. برای اینکه قربانی به دلال اطمینان کرده و رابطه برقرار کند، از زور عاطفی و جسمی استفاده می‌شود. این زورگویی اغلب شناسایی روابط بین قاچاقچی و فرد قاچاق‌شده و دلال و فاحشه را دشوار می‌کند. غالباً، قربانیان فریب می‌خورند و فکر می‌کنند در کارهایی که به آنها وعده داده شده‌است، همراه با مبلغ زیادی پول، آزادی نیز خواهند داشت اما در عوض، آنها تبدیل به یک برده جنسی می‌شوند. پس از موافقت قربانی با پیشنهاد دلال، با اجبار مواد مخدر اعتیاد آور، پول و سوءاستفاده جسمی / جنسی، آنها را از رفتن منصرف می‌کنند. دختران غالباً از راه پول و به منظور زنده‌ماندن فریب می‌خورند. در ایالات متحده بسیار معمول است که دلالان صاحب تجارت یا فروشگاه می‌شوند؛ به خصوص سالن‌های آرایش ناخن و سالن‌های ماساژ. همچنین انجام تجارت‌های مرتبط با برده داری جنسی در نزدیکی پایگاه‌های ارتش آمریکا، به دلیل وجود سربازان، بسیار معمول است.

## مشخصات و شیوه عملکرد قاچاقچیان

### برندهای هتل
برندهای هتل‌هایی چون هیلتون، اینترکنتیننتال و بست وسترن از جمله هتل‌های زنجیره‌ای و برجسته جهانی هستند که در سال ۲۰۱۹ به سودجویی از قاچاق جنسی متهم شده‌اند.

### قاچاق توسط دلالان
در قاچاق توسط دلالان، قربانی توسط یک قاچاقچی کنترل می‌شود که در گفتار عامیانه به وی قواد می‌گویند. ممکن است قربانی توسط قاچاقچی از نظر جسمی، روانی یا عاطفی کنترل شود. قاچاقچیان برای به دست آوردن کنترل بر قربانیان خود، از زور، مواد مخدر، راهکارهای عاطفی و همچنین تمکن مالی استفاده می‌کنند. در شرایط خاص، آنها حتی به انواع خشونت مانند تجاوز دسته جمعی و آزار روحی و جسمی متوسل می‌شوند. قاچاقچیان گاهی از پیشنهاد ازدواج، تهدید، ارعاب، شستشوی مغزی و ربایش برای به‌چنگ آوردن قربانیان استفاده می‌کنند.
یک رویه معمول این است که قاچاقچی ابتدا اعتماد قربانی را جلب می‌کند که به آن، مرحله آراستگی نیز گفته می‌شود. او به دنبال این است که قربانی را به خود وابسته کند. قاچاقچی ممکن است ابراز عشق و تحسین کند، وعده‌های بلندپروازانه مانند ستاره شدن قربانی، پیشنهاد کار یا تحصیل به وی بدهد یا برای قربانی بلیط پرواز به مکان جدید خریداری کند. بیش‌تر پیشنهادهای کاری ارائه شده در صنعت پذیرایی و هتلداری، در بارها و کاباره‌ها، مدلینگ یا کارهای او پر هستند. هنگامی که خیال قربانی راحت شد، دلال وارد مرحله چاشنی می‌شود که در آنجا وی از قربانی می‌خواهد که اعمال جنسی برای دلال انجام دهد. احتمال این‌که قربانی این کار را انجام دهد، بالاست زیرا قربانی معتقد است این تنها راه برای حفظ محبت قاچاقچی است. از آن پس، درخواست‌های قاچاقچی بیش‌تر شده و فرار برای قربانی دشوارتر می‌شود.
راهکار دیگر این است که قاچاقچی قربانیان خود را می‌رباید و سپس آنها را با مواد مخدر معتاد می‌کند تا نتوانند فرار کنند. قاچاقچی به‌طور معمول به دنبال قربانیان احتمالی که به تنهایی در مسافرت هستند، از گروه خود جدا شده‌اند یا به نظر می‌رسد اعتماد به نفس پایینی دارند، است. وی ممکن است به مراکزی مانند فروش‌گاه‌ها برود که احتمالاً دختران بدون مراقبت پدر و مادران در آن‌جا رفت‌وآمد دارند.
قاچاقچی با استفاده از رسانه‌های اجتماعی با نرخ فزاینده ای قادر است قربانیان خود را پیدا کند. وی می‌تواند در مورد قربانیان بالقوه تحقیق کرده و آن‌ها را کنترل کند یا از همین راه، برای فروش قربانیان خود، تبلیغ نیز بکند. قاچاقچی غالباً افرادی را هدف قرار می‌دهد که نشانه‌هایی از افسردگی، عزت نفس پایین یا عصبانیت از والدینشان از خود بروز می‌دهند. وی همچنین از پست‌های شبکه‌های اجتماعی برای ایجاد الگوها و ردیابی مکان قربانیان بالقوه استفاده می‌کند.
پس از پیوستن قربانی به بزهکار، راهکارهای مختلفی برای محدود کردن دسترسی قربانی به ارتباط با خانه مورد استفاده قرار می‌گیرد؛ مانند مجازات فیزیکی. این کار بدین سبب است که قربانی، خواسته قاچاقچی را رعایت کند. قاچاقچی همچنین ممکن است از تهدید به آسیب و حتی مرگ قربانی و خانواده وی به عنوان وسیله‌ای برای کنترل قربانی سود بجوید. گاهی، قربانیان تسلیم سندرم استکهلم می‌شوند؛ زیرا اسیرکنندگان آنها وانمود می‌کنند که «آنها را دوست دارند» و «به آنها احتیاج دارند»؛ حتی تا این حد که قول ازدواج و زندگی باثبات در آینده را می‌دهند. این امر به ویژه در قربانیان جوان بسیار مؤثر است؛ زیرا آنها بی تجربه ترند و بنابراین، به راحتی قابل دستکاری‌شدن هستند.
در هند، کسانی که دختران جوان را به فحشا وادار می‌کنند، اغلب زنانی هستند که خود قاچاق شده‌اند. در بزرگسالی آنها برای جذب دختران جوان از روابط شخصی و معتمدان روستاهای مبدأ خود استفاده می‌کنند. همچنین، برخی از روسپی‌های مهاجر (نگاه کنید به: کار جنسی مهاجر) می‌توانند قربانی قاچاق انسان شوند؛ زیرا زنان می‌دانند که به عنوان روسپی کار خواهند کرد. با این حال، «رئیس» آنها توصیف‌های نادرستی از شرایط به آن‌ها ارائه می‌دهد؛ بنابراین، آنها به دلیل تصور غلطی که از کار جنسی در کشور مقصد انتظار دارند، مورد سوءاستفاده قرار می‌گیرند.

### باندهای قاچاق جنسی
قاچاق جنسی تحت کنترل باندها و دلالان عملیات خود را به روشهای بسیار مشابهی انجام می‌دهند. بزرگترین تفاوت این دو در این است که قاچاق تحت کنترل باندها توسط گروه بزرگی از افراد اداره می‌شود؛ در حالی که قاچاق تحت کنترل دلالان تنها توسط یک نفر اداره می‌شود. به‌طور کلی از اعضای باند انتظار می‌رود یا به اجبار از آن‌ها خواسته می‌شود که در فعالیت‌های غیرقانونی و خشونت‌آمیز شرکت جویند. برخی از این رفتارهای مجرمانه ممکن است شامل موارد زیر باشد: توزیع مواد مخدر، سرقت، قاچاق مواد مخدر، اخاذی و قتل. یک منبع کسب درآمد که بسیاری از افراد لزوماً آن را با باندها مرتبط نمی‌دانند، قاچاق جنسی انسان است. امروزه باندها به قاچاق جنسی روی آورده‌اند؛ زیرا این امر ایمن تر و سود آورتر از قاچاق مواد مخدر است.
این باندها می‌توانند با فروش بدن دیگران سریعتر مبالغ بیشتری پول کسب کنند و کمتر گرفتار شوند. در شرایط خاص، باندها ممکن است با سایر باندهای منطقه همکاری کنند و به عنوان حلقه قاچاق جنسی با هم کار کنند. دلایل مختلفی وجود دارد که باندها این تصمیم را می‌گیرند. یک دلیل این است که آنها را قادر می‌سازد با تجارت دختران، زنان، پسران یا مردان مختلف سود خود را افزایش دهند. این کار گزینه‌های بیشتری را برای انتخاب به مشتری آن‌ها می‌دهد. مشتریان اغلب مایلند هزینه‌های بیشتری را برای یک تجربه جنسی با شخص جدید بپردازند. دلیل دیگری که باندها زنان را با یکدیگر به اشتراک می‌گذارند این است که این امر پیگیری قربانیان را برای اجرای قانون دشوارتر می‌کند و در نهایت از شناسایی مثبت آنها جلوگیری می‌کند.
هنگامی که مردم در مورد قاچاق جنسی، فکر یا صحبت می‌کنند، سؤالی بسیار متداول می‌پرسند و آن این است که: "قاچاقچیان، کجا افراد را برای تردد پیدا می‌کنند؟" در بسیاری از موارد، اعضای باند، دختران را در مراکز خرید، مهمانی‌ها، آنلاین و از طریق رسانه‌های اجتماعی جلب می‌کنند. علاوه بر این، آنها اغلب به دنبال زنان فراری از محله خود می‌گردند. بسیاری از دخترانی که قاچاقچیان به دنبال آنها هستند مورد سوءاستفاده جسمی یا جنسی قرار گرفته‌اند، از اعتماد به نفس پایینی برخوردار هستند، با اعتیاد به مواد مخدر و الکل دست و پنجه نرم می‌کنند یا به دنبال محیط خانه / خانواده هستند.
برای اینکه باند بتواند یک فرد را قاچاق کند، نخستین کاری که باید انجام دهد جلب اعتماد آن شخص است. آنها قربانی را مورد ستایش و توجه فراوان قرار داده و احساس مهم و مورد نظر بودن را در او ایجاد می‌کنند. از این روش به نام رومئو یاد می‌شود. این شامل تکنیک‌های مختلف دستکاری روان‌شناختی است. یکی از اعضا او را به یک رستوران شیک برده و برایش هدایای مجلل خریداری کرده و او را به مهمانی‌هایی دعوت می‌کند که در آنجا از وی با مواد مخدر و الکل فراوان پذیرایی می‌شود. قاچاقچیان در این فرصت با نقاط ضعف او آشنا می‌شوند و سپس در آینده از آن علیه قربانی استفاده می‌کنند.
اعضای باند برای اثبات تعهد یا وفاداری خود به باند غالباً از انواع خاصی از لباس یا رنگ استفاده می‌کنند. همچنین نمایندگی باند خود با مارک گذاری بدن با خال کوبی بسیار معمول است. متأسفانه، بسیاری از قربانیان قاچاق رابطه جنسی نیز مارک‌زنی می‌شوند. با مجبور کردن قربانیان به انجام خال کوبی روی بدن خود، آنها در اصل قلمرو خود را علامت گذاری کرده و رسماً مالکیت آن شخص را نشان می‌دهند. در فیلم کوتاه بی‌مارک: حذف خال کوبی قاچاق جنسی، ساخته شده در وایس مدیا، مراحل بهبودی دختری جوان که به مدت سه سال مورد قاچاق جنسی واقع شده بود، به نمایش گذاشته می‌شود. این دختر در زمان استثمار خود توسط قاچاقچی خود مجبور به خال‌کوبی شد.

### قاچاق خانوادگی
در قاچاق خانوادگی، قربانی توسط اعضای خانواده کنترل می‌شود که به آنها اجازه می‌دهد در ازای دریافت چیزی با ارزش مانند مواد مخدر یا پول، مورد سوءاستفاده جنسی قرار بگیرند. به عنوان مثال، مادر ممکن است به دوست پسر اجازه دهد در ازای مسکن از کودک سوءاستفاده کند. این نوع قاچاق معمولاً با یک عضو خانواده شروع می‌شود و از آنجا گسترش می‌یابد. کشف قاچاق خانوادگی ممکن است دشوار باشد؛ زیرا کودکان چنین خانواده‌هایی غالباً از درجه آزادی بیشتری برخوردار هستند و هنوز هم ممکن است در مدرسه و بعد از مدرسه شرکت کنند. این کودکان ممکن است درک نکنند که مورد قاچاق قرار می‌گیرند یا راهی برای نجات ندارند. از نظر برخی قاچاق خانوادگی شایع‌ترین شکل قاچاق جنسی انسان در ایالات متحده است.
این شکل از قاچاق در خارج از ایالات متحده نیز بسیار رایج است. بسیاری از خانواده‌ها از مناطق فقیرنشین هند، تایلند، فیلیپین و غیره، در موقعیت‌هایی قرار می‌گیرند که بدهی یا سنت باعث می‌شود که عزیزشان که عموماً نیز زن است را به فروش برسانند. در تایلند سنتی وجود دارد که به آن بان کون گفته می‌شود و در آن، کوچک‌ترین دختر خانواده به عنوان مسئول مالی والدین پیرش تعیین می‌کند. کارا سیندهارد، نویسنده، با یک قربانی این رسم تایلندی مصاحبه کرده و آن دختر در این مصاحبه بیان داشته که اگرچه از مردانی که با آنها بوده متنفر است، اما «او از این که وظیفه خود را در قبال والدین خود در قالب پرداخت‌های ناچیزی که صاحب فاحشه خانه پس از تسویه حساب قاچاقچی برای پدرش ارسال کرده افتخار می‌کند». این فقط یکی از کشورهایی است که طبقه پایین جامعه در آنها به این شکل از درآمد روی می‌آورند. بسیاری از کودکان برای بازپرداخت بدهی یا صرفاً برای به‌دست آوردن غذا برای خانواده‌شان به مدت یک ماه فروخته می‌شوند.

### قاچاق جنسی سایبری
قاچاق جنسی سایبری به معنی قاچاق و پخش زنده اعمال جنسی اجباری یا تجاوز با به‌کارگیری وب‌کم است. قربانیان پس از ربوده شدن، مورد تهدید واقع شده یا فریب می‌خورند و به «آشیانه‌های سکس سایبری» منتقل می‌شوند. قربانیان می‌توانند در هر مکانی که قاچاقچیان جنسی سایبری، کامپیوتر، تبلت یا تلفن با اتصال اینترنت دارند مورد سوء استفاده قرار گیرند. مجرمان از رسانه‌های اجتماعی، کنفرانس‌های ویدیویی، وب سایت‌های به اشتراک گذاری فیلم‌های پورنوگرافی، صفحات دوست یابی، اتاق گفتگوی آنلاین، برنامه‌ها، وب‌سایت‌های دارک وب و سایر سیستم عامل‌ها استفاده می‌کنند.
این نوع قاچاق جنسی از زمان ظهور عصر اطلاعات و توسعه سامانه‌های پرداخت تجارت الکترونیک و رمزارزها که هویت معامله گران را پنهان می‌کنند، افزایش یافته‌است. سالانه میلیون‌ها گزارش از وقوع این جرم به مقامات ارسال می‌شود. در قرن بیست و یکم قوانین و رویه‌های جدید پلیس برای مبارزه با قاچاق جنسی سایبری لازم است.

### ازدواج اجباری
ازدواج اجباری، زناشویی است که در آن یک یا هر دو شریک بدون رضایت آزادانه ازدواج کرده باشند. ازدواج اجباری همچنین به ازدواجی گفته می‌شود که شخص، معمولاً دختر، در آن به فروش رسیده باشد یا به صورت ارثی به عقد شخص دیگر درآید. طبق ئی‌سی‌پی‌ای‌تی، «قاچاق کودک برای ازدواج اجباری یکی دیگر از مظاهر قاچاق جنسی است و تنها به ملیت‌ها یا کشورهای خاص محدود نمی‌شود».
ازدواج اجباری به عنوان نوعی قاچاق انسان در شرایط خاص شناخته می‌شود. اگر زنی به خارج از کشور اعزام شود، مجبور به ازدواج شود و سپس بارها و بارها مجبور شود که با همسر جدید خود رفتار جنسی انجام دهد، بنابراین تجربه او قاچاق جنسی نام دارد. اگر همسر جدید یا خانواده وی با عروس به عنوان یک خادم خانگی رفتار کنند، این نوعی قاچاق کار محسوب می‌شود.
به تقریب ۱۴۰ میلیون دختر زیر ۱۸ سال، یعنی روزانه ۳۹۰۰۰ تن، بین سالهای ۲۰۱۱ تا ۲۰۲۰ مجبور به ازدواج زودهنگام شده‌اند. ازدواج اجباری که توسط سازمان ملل متحد به عنوان «نوعی برده داری معاصر» شناخته می‌شود، بدون رضایت کامل زن یا مرد اتفاق می‌افتد و با تهدیدهای اعضای خانواده یا عروس/داماد همراه است. ازدواج اجباری در ایالات متحده نیز اتفاق می‌افتد. سازمان‌های ارائه دهندگان خدمات در ایالات متحده نمی‌توانند با موفقیت به موارد ازدواج اجباری پاسخ دهند زیرا فاقد وضوح و تعریف واقعی از ازدواج اجباری هستند.

## سبب‌ها
یک عامل ساده وجود ندارد که قاچاق جنسی را تداوم بخشد، بلکه یک شبکه پیچیده و به‌هم پیوسته از عوامل سیاسی، اقتصادی-اجتماعی و دولتی در این امر دخیل هستند. سه علت اصلی قاچاق جنسی عبارتند از: سلسله مراتب جنسیتی، مهاجرت برای کار (عوامل کشش) و جهانی سازی نئولیبرال (عوامل فشار).
بسیاری از محققان سلسله مراتب قدرت را بر اساس جنسیت، نژاد و طبقاتی که زیربنای سیستم‌های اقتصادی که به عنوان اسباب آسیب‌پذیری زنان در برابر قاچاق جنسی در نظر گرفته می‌شود را مورد نقد می‌دهند. کوپلی استدلال می‌کند که زنان در کشورهای توسعه نیافته به دلیل این سلسله مراتب قدرت ناتوان هستند. ماتوسک نیز با تأکید بر این، خاطرنشان می‌کند که جهانی‌سازی ضمن گسترش سیاست‌های اقتصادی، سلسله مراتب قدرت را گسترش می‌دهد؛ بنابراین ایده‌های جنسیتی از طریق جهانی سازی تداوم یافته و زنان را آسیب‌پذیر می‌کند. ماتوسک از مردانگی به عنوان ممتاز با قدرت و کنترل‌کننده در این سلسله مراتب یاد می‌کند. او خاطرنشان می‌کند زنانگی با ویژگی‌های مطیع و منفعل همراه است. کمبود قدرت زنانگی باعث می‌شود زنان توسط مردان مورد سوءاستفاده قرار گیرند و در نتیجه یکبار مصرف دیده شوند. این نگاه به زنان از طریق جهانی سازی سلسله مراتب قدرت ادامه می‌یابد که به گفته ماتوسک خشونت و قدرت علیه زنان را توجیه و عادی می‌کند. این عادی سازی خشونت و قدرت یکی از عوامل اصلی وجود و تداوم قاچاق جنسی است. وسنا نیکوویچ-ریستانوویچ نیز این عادی سازی خشونت و قدرت را دلیل قاچاق جنسی عنوان می‌کند.
نیکوویچ-ریستانوویچ، با بررسی ویژه روابط بین نظامی‌گری و جنسیت زن، نقش زنانگی درک شده در آسیب‌پذیری زنان در برابر قاچاق جنسی را تحلیل می‌کند. وی ارتباط بین تجاوزهای جنگی و فحشای اجباری و قاچاق جنسی را مورد بررسی قرار می‌دهد. نحوه استفاده از بدن زنان در جنگ به عادی سازی خشونت و قدرت علیه زنان تلقی می‌شود. نیکوویچ-ریستانوویچ استدلال می‌کند که حضور نظامی، حتی در زمان صلح، ایده‌های جنسیت‌زده را موجب می‌شود که زنان را آسیب‌پذیر می‌کند. این ایده‌ها مربوط به مردانگی هژمونیک است که نیکوویچ-ریستانوویچ آن را به عنوان جنسیت بیش از حد مردان و تسلیم یا انفعال زنان و دختران تعریف می‌کند. نیکوویچ-ریستانوویچ خاطرنشان می‌کند که پذیرش جهانی این تعریف، استثمار و خشونت علیه زنان را توجیه می‌کند؛ زیرا زنان به عنوان اشیاء جنسی برای تحقق میل جنسی مردان در نظر گرفته می‌شوند. وی همچنین استدلال می‌کند که این ایده‌آل غربی در رابطه با جنسیت ناهمگون از طریق رسانه‌ها و تبلیغات که زنان در آن ترغیب می‌شوند از نظر جنسی برای مردان جذاب به نظر برسند، ادامه می‌یابد.
کیم آنه دوونگ استدلال می‌کند که روایت‌های اجتماعی در مورد زنان که ناشی از سلسله مراتب قدرت هستند، همراه با واقعیت‌های اقتصادی مرتبط با زنان، آنان را در معرض استثمار و قاچاق جنسی قرار می‌دهد. وی غالب زنان را به عنوان قربانی محروم معرفی کرده و نتیجه این روایت را ناتوانی عنوان می‌کند، که با واقعیت‌های اجتماعی و اقتصادی ناشی از روند توسعه که زنان را به مردان وابسته می‌کند، ادامه می‌یابد. به گفته دوونگ، این ناتوانی کلی زنان را به آسانی مورد سوء استفاده و خشونت قرار می‌دهد.
سوزان تیفنبرون هم مانند دوونگ، به پایین بودن قدرت و وابستگی زنان به مردان اشاره می‌کند. تیفنبرون، خلاف دوونگ، هنجارهای فرهنگی را دلیل این آسیب‌پذیری عنوان می‌کند. او استدلال می‌کند که هنجارهای فرهنگی، زنان را از دسترسی و دریافت آموزش یا مهارت‌های یادگیری برای بهبود فرصت‌های شغلی محروم می‌کند. این عدم توانایی در دریافت تحصیلات و دسترسی به اشتغال، منجر به وابستگی زنان به مردان می‌شود. تیفنبرون استدلال می‌کند که وابستگی زنان آنها را در برابر قاچاقچیان آسیب پذیرتر می‌کند.
یک تفکر دیگر مهاجرت زنان برای کار را در چارچوب کنترل دقیق مهاجرت به عنوان عامل اصلی آسیب‌پذیری زنان در قاچاق برای رابطه جنسی عنوان می‌کند. مهاجرت زنان در داخل و خارج از مرزها افزایش یافته‌است. دوونگ به تقاضای بالا برای زنان کارگر مهاجر اشاره می‌کند که باعث افزایش مهاجرت آنان می‌شود. جهانی سازی نئولیبرالیسم توجه اقتصاد جهانی را به سمت تولید صادراتی سوق داده‌است. دوونگ خاطرنشان می‌کند که تقاضای بالایی برای به‌کارگیری زنان در تولید صادرات‌محور وجود دارد؛ زیرا کارفرمایان مایل به پرداخت کمترین دستمزد به آنها هستند. دلیل دیگر این امر این است که تقاضا برای کارهای مراقبتی بسیار بالاست. از آنجا که کار مراقبتی به عنوان کاری زنانه تلقی می‌شود، دوونگ استدلال می‌کند که برای تأمین این تقاضا، زنان به مهاجرت تشویق می‌شوند. جانی چوانگ یکی از دانشمندانی است که خاطرنشان می‌کند کنترل دقیق مرزها باعث می‌شود زنان مهاجر برای کار در بخشهای غیررسمی مانند کارهای مراقبتی، فرصت کمی برای مهاجرت قانونی داشته باشند. چوانگ خاطرنشان می‌کند که در نتیجه این، زنان توسط قاچاقچیان جنسی که فرصت‌های مهاجرت غیرقانونی را فراهم می‌کنند، مورد سوءاستفاده قرار می‌گیرند. تیفنبورن همچنین از قوانین سختگیرانه مهاجرت به عنوان عامل اصلی ورود افراد به قاچاق جنسی یاد می‌کند؛ زیرا زنان برای فرار از واقعیت‌های اجتماعی و اقتصادی خود با بردگی برای بازپرداخت بدهی و دیگر انگیزه‌های قاچاقچیان، با برقراری رابطه جنسی با آنان موافقت می‌کنند.
یکی از دلایل مهاجرت زنان که مورد توافق گسترده محققان است، فشار اقتصادی بر زنان به دلیل جهانی شدن نئولیبرال است. سیدارت کارا استدلال می‌کند که جهانی سازی و گسترش سرمایه‌داری باعث ایجاد نابرابری و فقر روستایی می‌شود که این عوامل اصلی برای قاچاق جنسی است. دوونگ-هون سئول به توسعه نابرابر بین کشورها به عنوان تأثیر جهانی شدن نئولیبرالیسم اشاره می‌کند. او استدلال می‌کند که اختلاف روزافزون ثروت بین کشورهای توسعه یافته و توسعه نیافته منجر به مهاجرت زنان از کشورهای توسعه نیافته می‌شود.
دوونگ از برنامه‌های تعدیل ساختاری (SAP)، جنبه ای از سیاست‌های توسعه در جهانی سازی نئولیبرالیسم، به عنوان علتی برای فقر زنان، بیکاری و دستمزد پایین که مهاجرت را دامن می‌زند، نام برده‌است. وی استدلال می‌کند که SAP به‌طور متفاوتی بر زنان و مردان تأثیر می‌گذارد؛ زیرا زنان و مردان فقر را به گونه دیگری تجربه می‌کنند. این به عنوان زنانه شدن فقر شناخته می‌شود. بیشتر اوقات زنان صرف کارهای بدون مزد مانند کارهای خانه و مراقبتی و در نتیجه درآمد کمتری خواهد داشت. دوونگ همچنین استدلال می‌کند که زنان به دلیل عدم دسترسی به زمین و سایر منابع در معرض آسیب بیشتری قرار دارند. ماتوسک نیز استدلال می‌کند که توزیع نابرابر منابع و قدرت به عوامل فشار و کشش مهاجرت منجر می‌شود. به گفته ماتوسک، زنان به دلیل کمبود تحصیلات و فرصت‌های شغلی مجبور به مهاجرت می‌شوند.
سایر محققان تقاضای بالا برای رابطه جنسی را به عنوان عامل قاچاق جنسی بیان می‌کنند. عامل کشش زنان به این سو از جهانی شدن و ایجاد یک بازار پیرامون جنسیت نشئت می‌گیرد. ماتوسک جنبه کالایی‌سازی سرمایه‌داری را دلیل صنعتی شدن جنسیت ذکر می‌کند. سئول همچنین جهانی شدن جنبه کالایی‌سازی سرمایه‌داری را دلیل قاچاق جنسی ذکر کرده‌است.

## پیش‌گیری
در ایالات متحده هرکسی می‌تواند با شماره ۱-۸۸۸-۳۷۳-۷۸۸۸ با سازمان پولاریس که یک سازمان ناسودبر کارا در زمینه مبارزه با قاچاق انسان است، تماس بگیرد. این خط تلفن به سبب ارائه خدمات ۲۴ ساعته و در ۷ روز هفته برای کمک به قربانیان و ارائه اطلاعات برای کسانی که در معرض خطر هستند، مفید است. روش‌های مختلفی برای کمک به جلوگیری از قاچاق وجود دارد. فرد باید از شاخص‌های شناسایی قربانیان آگاهی داشته باشد: رفتار غیرطبیعی، سلامت جسمی ضعیف، عدم کنترل و شرایط کار و زندگی. با این حال، این علائم ممکن است تنها در شماری از افراد بروز کند.

## ویژگی‌های قربانیان
هیچ نمایه واحدی برای قربانیان قاچاق انسان وجود ندارد. بیشتر آنها زن هستند، اگرچه قاچاق مردان نیز غیرمعمول نیست. قربانیان اسیر شده، سپس در سراسر جهان مورد بهره‌برداری قرار می‌گیرند که طیف متنوعی از سنین و زمینه‌ها را شامل می‌شود؛ از جمله قومی و اقتصادی و اجتماعی. با این حال، گروه مشخصی از صفات وجود دارند که همبستگی بیشتری با قاچاق جنسی دارند. افراد در معرض خطر شامل جوانان بی خانمان و فراری، اتباع خارجی (به ویژه افرادی که از نظر اقتصادی - اجتماعی پایین‌تر هستند) و افرادی که سوءاستفاده جسمی، عاطفی یا جنسی، ضربه خشن، بی‌توجهی، موفقیت تحصیلی ضعیف و مهارت‌های اجتماعی ناکافی را تجربه کرده‌اند. همچنین، مطالعه ای روی گروهی از زنان کارگر جنسی در کانادا نشان داد که ۶۴ درصد آنها از کودکی در سامانه رفاه کودکان بوده‌اند. این سامانه شامل خواب‌گاه‌ها و خانه‌های گروهی است. این تحقیق که توسط کندرا نیکسون انجام شده‌است، نشان می‌دهد که کودکان زیر مراقبت‌های مادر یا ترک آنها در معرض خطر بیشتری برای تبدیل شدن به یک کارگر جنسی هستند.
در ایالات متحده، تحقیقات نشان داده‌است که چگونه این ویژگی‌ها برای قربانیان صدق می‌کند، حتی اگر هیچ‌یک از آنها به عنوان دلیل مستقیم برچسب گذاری نشوند. به عنوان مثال، بیش از ۵۰ درصد قربانیان قاچاق جنسی جزئی داخلی، سابقه بی خانمانی دارند. اختلالات خانوادگی مانند طلاق یا مرگ والدین، افراد زیر سن قانونی را در معرض خطر بیشتری برای ورود به صنعت سکس قرار می‌دهد، اما کودکی فرد به‌طور کلی در این امر بسیار مؤثر است. در مطالعه ای بر روی جوانان قاچاق شده در آریزونا انجام گرفت، مشخص شد ۲۰ تا ۴۰ درصد از قربانیان زن قبل از ورود به صنعت سکس به عنوان برده جنسی، گونه‌ای تجربه سوءاستفاده جنسی را داشته‌اند. این نسبت برای مردان، ۰ تا ۳۰ درصد بوده‌است.
انگیزه اصلی یک زن (در بعضی موارد، یک دختر خردسال) برای قبول پیشنهاد قاچاقچی، فرصت‌های مالی بهتر برای خود یا خانواده اش است. مطالعه در مورد کشورهای مبدأ قاچاق تأیید می‌کند که بیشتر قربانیان قاچاق در کشورهای مبدأ فقیرترین نیستند و قربانیان قاچاق جنسی احتمالاً زنانی از کشورهایی هستند که مقداری آزادی سفر به تنهایی و آزادی اقتصادی دارند.
بسیاری از تجارت‌های جعلی، هستند که واقعی به نظر می‌رسند و مردم را متقاعد می‌کنند که برای کار درخواست کنند. برخی از مکانها به منظور جلب قربانیان خود به داشتن تجارت غیرقانونی شهرت دارند.
کودکان به دلیل ویژگی‌های آسیب‌پذیری در معرض خطر هستند. برخی از این ویژگی‌ها عبارتند از: ساده‌لوحی، جثه کوچک و راحت ترسانده‌شدن. سازمان بین‌المللی کار تخمین زده‌است که از ۲۰٫۹ میلیون تَنی که در جهان قاچاق می‌شوند (برای انواع کارها) ۵٫۵ میلیون نفر کودک هستند. در سال ۲۰۱۶ تخمین زده شد که تقریباً یک میلیون کودک در سراسر جهان قربانی قاچاق جنسی شده‌اند. دختران و پسران ممکن است قاچاق شوند، گرچه دختران بیشتر قربانی می‌شوند. ۲۳٪ از قربانیان قاچاق انسان که توسط سازمان ملل متحد شناسایی شده‌اند، دختر بودند؛ در حالی که این میزان برای پسران ۷٪ بود. دخترکان قربانی قاچاق جنسی، به احتمال زیاد بیش‌تر مورد سوءاستفاده جنسی قرار می‌گیرند. این میزان برای دختران ۷۲٪ و پسران، ۲۷٪ است.
مطابق قانون حفاظت از قربانیان قاچاق و خشونت در سال ۲۰۰۰، در ایالات متحده، کودکان مجبور به بهره‌برداری جنسی نمی‌شوند تا قربانیان قاچاق رابطه جنسی تلقی شوند. بر اساس این عمل، کودک به عنوان هر کس زیر ۱۸ سال تعریف می‌شود، با این حال استثمار کودکان زیر ۱۴ سال مجازات سخت تری را در پی دارد، گرچه این امر به ندرت اعمال می‌شود. اداره آمار دادگستری اظهار داشت که ۱۰۰۰۰۰ کودک قربانی قاچاق رابطه جنسی وجود دارد، اما فقط ۱۵۰ پرونده قاچاق کودک در سال ۲۰۱۱ به دادگاه کشیده شد. از این تعداد، فقط ۸۱ محکومیت انجام شده‌است. بسیاری از کودکانی که قاچاق می‌شوند نیز در معرض خطر بیشتری قرار دارند که به روسپی گری روی آورند، جرمی که بسیاری از آنها حتی به دلیل کمتر از ۱۸ سال به جرم کیفری روبرو هستند.

## عواقب در انتظار قربانیان
افراد قاچاق شده به‌منظور بهره‌کشی جنسی با پیامدهای روانی مشابهی با زنان استثمار شده برای اهداف کار، افرادی که خشونت خانگی را تجربه کرده‌اند و زنان مهاجر مواجه هستند. بسیاری از کارگران جنسی به عفونت‌های مقاربتی (STI) مبتلا می‌شوند. در مطالعه ای که توسط دانشکده بهداشت و طب گرمسیری لندن انجام شد، «تنها یکی از ۲۳ زن قاچاق شده‌ای که مصاحبه کرده بودند، پیش از ترک خانه احساس خوبی در مورد عفونت‌های منتقل‌شونده از راه جنسی یا اچ آی وی داشته‌است.» زنان قاچاق شده بدون آگاهی از این جنبه از سلامتی خود، ممکن است اقدامات پیشگیرانه لازم را انجام ندهند و به این عفونت‌ها مبتلا شوند و در آینده کم‌تر مراقب سلامتی خود باشند. پیامدهای بهداشت روان از افسردگی تا اضطراب تا اختلال استرس پس از سانحه (PTSD) به دلیل سوءاستفاده و خشونت قربانیان از سوی دلال محبت یا آنچه در زبان انگلیسی «جان» گفته می‌شود، است. با چنین طرز فکری، بسیاری از افراد دچار اعتیاد به الکل یا مواد مخدر و عادت به سو استفاده‌گری می‌شوند. همچنین، قاچاقچیان معمولاً کارگران جنسی خود را چنانچه کودک باشند، مجبور به استفاده از الکل یا مواد مخدر می‌کنند. بسیاری از قربانیان از این مواد به عنوان سازوکار کنار آمدن یا فرار استفاده می‌کنند که باعث افزایش میزان اعتیاد در این جمعیت می‌شود. در یک مطالعه طولی ۳۰ ساله که توسط جِی. پوترِت و همکاران انجام شد، مشخص شد که متوسط عمر زنان که در روسپیگری در کلرادو اسپرینگز مشغول به کار هستند، تنها ۳۴ سال است.

## آفریقا
قاچاق جنسی زنان و کودکان دومین نوع قاچاق به‌منظور صادرات در آفریقا است. در غنا، «مردان واسطه» یا قاچاقچیان به‌طور منظم در گذرگاه‌های مرزی مشاهده می‌شوند و افراد را با ویزاهای جعلی قاچاق می‌کنند. قاچاق زنان معمولاً به بلژیک، ایتالیا، لبنان، لیبی، هلند، نیجریه و ایالات متحده انجام می‌شود. بلژیک، هلند، اسپانیا و ایالات متحده نیز کشورهای مقصد مشترک برای زنان قاچاق شده نیجریه ای هستند. در اوگاندا، ارتش مقاومت خدا افراد را به سودان قاچاق می‌کند تا آنها را به عنوان برده جنسی بفروشد. سندیکاهای نیجریه تجارت‌های جنسی را در مناطق مختلف بسط می‌دهند. سندیکاها، زنان را از آفریقای جنوبی استخدام کرده و به اروپا و آسیا می‌فرستند و در آنجا مجبور به تن‌فروشی، قاچاق مواد مخدر یا تن دادن به خشونت خانگی می‌کنند. مسوول‌ها گزارش داده‌اند که قاچاقچیان جنسی برای ترغیب این زنان بی میل، آنان را به استفاده از مواد مخدر مجبور می‌کنند.

## آمریکای شمالی
قاچاق جنسی، یک مشکل بزرگ در آمریکای شمالی، آمریکای مرکزی و آمریکای جنوبی است. افراد به مکزیک و از راه مکزیک قاچاق می‌شوند.

## آسیا
مراکز اصلی برای حمل و نقل و قاچاق جنسی آسیا شامل هند، ژاپن، کره جنوبی و تایلند هستند. هند، مرکز اصلی قاچاق زنان بنگلادشی و نپالی است. در خود هند، تخمین زده می‌شود که ۳ میلیون کارگر جنسی وجود دارد که ۴۰٪ آنها کودکان قاچاق‌شده هستند؛ بیشتر، دختران از اقلیت‌های قومی و قشرهای پایین جامعه. در تایلند، ۸۰۰۰۰۰ کودک زیر ۱۶ سال در سال ۲۰۰۴ درگیر فحشا بودند. همچنین، طبق یونیسف و سازمان بین‌المللی کار، ۴۰٬۰۰۰ کودک روسپی در سریلانکا وجود دارد. تایلند و هند یکی از پنج کشور نخست با بیشترین میزان تن‌فروشی کودکان هستند. شاخص جهانی بردگی به سال 2014 (GSI) می‌گوید که حدود ۳۶ میلیون قربانی قاچاق در جهان وجود دارد و نزدیک به دو سوم آنان از آسیا هستند. پاکستان، تایلند، چین، هند و بنگلادش در میان ۱۰ کشور نخست با بیشترین تعداد قربانیان قاچاق جنسی در سراسر جهان قرار دارند. هند با ۱۴ میلیون قربانی در بالای لیست است. چین با ۳٫۲ میلیون قربانی در مکان دوم قرار دارد و پاکستان با ۲٫۱ میلیون قربانی در مکان سوم قرار دارد. کامبوج همچنین یک کشور عبوری، مبدأ و یک کشور مقصد برای قاچاق جنسی است. ۳۶٪ از قربانیان قاچاق جنسی در آسیا کودکان هستند و این در حالی است که ۶۴٪ از آنان را بزرگسالان تشکیل می‌دهند.

### ایران
ایران کشوری مبدأ، عبوری و مقصد برای مردان، زنان و کودکانی است که مورد قاچاق جنسی و کار اجباری قرار دارند. دختران ایرانی بین ۱۳ تا ۱۷ سال توسط قاچاقچیان برای فروش در خارج از کشور هدف قرار می‌گیرند. دختران جوان ممکن است مجبور به انجام خدمات خانگی شوند تا زمانی که قاچاقچیان، آنها را به اندازه کافی بزرگسال بدانند که در معرض قاچاق جنسی کودک قرار دهند. از سال ۲۰۰۹ تا ۲۰۱۵ افزایش در حمل و نقل دختران از ایران و از راه آن در ایران به سایر کشورهای حوزه خلیج فارس برای بهره‌کشی جنسی گزارش شده‌است. در طول دوره گزارش، شبکه‌های قاچاق ایرانی دختران ایرانی را در فاحشه خانه‌ها در اقلیم کردستان عراق مورد قاچاق جنسی قرار داده‌اند. گروه‌های جنایتکار سازمان یافته، کودکان ایرانی و مهاجر را ربوده یا خریداری کرده و مجبور می‌کنند به عنوان گدایان و فروشندگان خیابانی در شهرها از جمله تهران کار کنند. این کودکان که ممکن است در سن ۳ سالگی باشند، از راه سوءاستفاده جسمی و جنسی و اعتیاد به مواد مخدر مجبور می‌شوند تن به این کارها بدهند. گفته می‌شود بسیاری از آنها با قیمت ۱۵۰ دلار خریداری می‌شوند. ده‌ها دختر از ایران به پاکستان آورده می‌شوند تا هر روز به عنوان برده جنسی فروخته شوند. اکثر این زنان در ۲۴ ساعت اول خروج خود مورد تجاوز قرار گرفته‌اند. همچنین در روزنامه‌های تهران گفته شده که شخصیت‌های ارشد دولت در خرید، فروش و سوءاستفاده از زنان و کودکان جوان نقش داشته‌اند. دختران فراری در ایران توسط قاچاقچیان جستجو می‌شوند، زیرا وارد کردن آنها در بازار قاچاق جنسی به‌سبب بی‌خانمان بودن، بسیار آسان است. حدود ۸۴۰۰۰ زن و دختر در تهران تن‌فروشی می‌کنند. بیشتر آنها در خیابان‌ها هستند؛ در حالی که دیگران در ۲۵۰ فاحشه خانه اقامت دارند.

### اسرائیل
قاچاق زنان برای تن‌فروشی در اسرائیل در اوایل دهه ۱۹۹۰ افزایش یافت. تخمین می‌زنند که سه هزار زن در دهه ۱۹۹۰ و اوایل سال ۲۰۰۰ به این کشور قاچاق شده‌اند. بسیاری از زنان از «کشورهای شکل گرفته پس از فروپاشی شوروی به ویژه روسیه، اوکراین، مولداوی و دیگر» آمده بودند. این زنان در فاحشه خانه‌ها هر هفت روز در هفته را کار می‌کردند و روزانه به ۳۰ مشتری خدمات جنسی می‌کردند. قاچاقچیان با استفاده از خشونت فیزیکی و تهدید زنان را از ترک این مکان‌ها منصرف می‌کردند. آنها همچنین زنان را در پشت درهای قفل شده و پنجره‌های بسته شده حبس می‌کردند. در طول دهه ۱۹۹۰، مقامات اسرائیلی قاچاق جنسی را به عنوان یک مشکل تلقی نمی‌کردند و به سادگی آن را به عنوان فحشا می‌دانستند. آنها هیچ دخالتی در روسپی‌خانه‌ها نمی‌کردند. اگر پرونده ای تشکیل می‌شد، قاچاقچی با یک مجازات سبک مجازات می‌شد. از سوی دیگر زنانی که قاچاق می‌شدند از زمان ورود غیرقانونی به اسرائیل به عنوان مهاجران غیرقانونی یا جنایتکار طبقه‌بندی می می‌شدند؛ بنابراین، مقامات، بیشتر به جلب قاچاقچیان برای گرفتن زنان متمرکز بودند. معمولاً قربانیان قاچاق به دلیل اینکه در فقر زندگی می‌کنند، آسیب‌پذیر بوده و از تحصیل جا مانده‌اند. قاچاق بر سلامت روانی قربانی و همچنین سلامت جسمی تأثیر می‌گذارد. امروزه اسرائیل به یک کشور مقصد برای زنانی تبدیل شده‌است که از کشورهای اطراف قاچاق می‌شوند.
در سال ۲۰۰۰، کنست با اصلاح قانون مجازات، قاچاق جنسی را ممنوع کرد. در سال ۲۰۰۶، قانون مبارزه با قاچاق کالا و ارز تصویب شد. در سال ۲۰۰۱، اسرائیل در گزارش قاچاق انسان وزارت امور خارجه ایالات متحده، در سطح ۳ قرار گرفت. بین سالهای ۲۰۰۲ تا ۲۰۱۱، اسرائیل در ردیف ۲ قرار گرفت. از سال ۲۰۱۲ تا ۲۰۱۹ اسرائیل در ردیف ۱ (مطابقت کامل با حداقل استانداردهای TVPA) قرار گرفته‌است.

## اروپا
به‌طور کلی، کشورهایی که عضو اتحادیه اروپا هستند مقاصدی برای قاچاق جنسی هستند؛ در حالی که بالکان و اروپای شرقی کشورهای منبع و عبوری هستند. کشورهای عبوری از نظر موقعیت جغرافیایی انتخاب می‌شوند. دلیل این امر آنست که مکانهایی که قاچاقچیان انتخاب می‌کنند معمولاً دارای کنترل مرزی ضعیف هستند، فاصله آنها با کشورهای مقصد کم است، مقامات فاسد یا گروه‌های جرایم سازمان یافته در زمینه قاچاق جنسی در آن‌ها بیش‌تر است. تنها در سال ۱۹۹۷ حدود ۱۷۵۰۰۰ زن جوان از روسیه، اتحاد جماهیر شوروی سابق و اروپای شرقی و مرکزی به عنوان کالا در بازارهای جنسی کشورهای پیشرفته اروپا و قاره آمریکا فروخته شدند. اتحادیه اروپا گزارش داده که از سال ۱۳۱۳ تا سال ۲۰۱۰ تعداد ۳۰۱۴۶ تَن به عنوان قربانیان قاچاق انسان شناسایی و ثبت شده‌اند. از ثبت نام شدگان، ۶۹ درصد قربانیان مورد سوءاستفاده جنسی قرار گرفتند و بیش از ۱۰۰۰ نفر کودک بودند. اگرچه بسیاری از افراد قاچاق شده از خارج از اروپا هستند، اما دو سوم از ۳۰۱۴۶ قربانی شهروندان اتحادیه اروپا هستند. با وجود این نسبت بالای بردگان جنسی خانگی، متداول‌ترین قومیت زنانی که به انگلستان قاچاق می‌شوند چینی، برزیلی و تایلندی هستند. مولداوی، کشوری شناخته شده در اروپا برای زنان، کودکان و مردان است که مورد قاچاق جنسی قرار می‌گیرند. دختران در مولداوی از ۱۴ سالگی به بردگان جنسی تبدیل می‌شوند. آنها به‌طور متوسط روزانه با ۱۲ تا ۱۵ مرد رابطه جنسی برقرار می‌کنند. اداره ملی آمار در مولداوی می‌گوید که در سال ۲۰۰۸ تقریباً ۲۵۰۰۰ قربانی قاچاق جنسی وجود داشته‌است. هنگامی که زنان از مولداوی به‌منظور رابطه جنسی قاچاق می‌شوند، به احتمال زیاد آنها به کشورهایی مانند روسیه، قبرس، ترکیه و دیگر کشورهای اروپای غربی و شرقی فرستاده می‌شوند. ۸۵ درصد قربانیان کشورشان را ترک می‌کنند تا شغل بهتری برای تأمین هزینه‌های زندگی خانواده خود پیدا کنند، اما آنها را فریب می‌دهند و به یک برده جنسی تبدیل می‌کنند و قربانیان مجبور به فاحشگی می‌شوند. طبق پرسشنامه سازمان بین‌المللی مهاجرت (IOM) که از قربانیان به عمل آمد، مشخص شد که۶۱ درصد از قربانیان از مولداوی، ۱۹ درصد از رومانی و بقیه از آلبانی، بلغارستان، روسیه و اوکراین بوده‌اند. بیش از ۶۰ درصد قربانیان تحصیلات متوسطه یا بهتر داشتند و میانگین سنی آنها ۲۱ سال بود.

## اقدام‌های مرتبط با بهداشت عمومی

### مداخله‌های بهداشتی
ابتکارهای بسیاری از منظر بهداشت عمومی برای شناسایی قربانیان قاچاق جنسی در دست اجرا است. شمار کمی از افراد حرفه ای هستند که احتمالاً با قربانیان قاچاق جنسی روبرو می‌شوند، اما ارائه دهندگان خدمات بهداشتی-درمانی یک گروه منحصر به فرد هستند؛ زیرا احتمال تماس آنها با افرادی که هنوز در اسارت هستند بیشتر است. مرکز ملی منابع قاچاق انسان رهنمودهایی را برای کمک به ارائه دهندگان مراقبت‌های بهداشتی در شناسایی قربانیان قاچاق جنسی ارائه می‌دهد. این مرکز دستورالعملهای کلی را برای شناسایی قاچاق انسان (به عنوان مثال تاریخچه ناقص، عدم تمایل به پاسخگویی به پرسش‌های مربوط به بیماری یا جراحت، و غیره از سوی فرد) ارائه می‌دهند. به‌علاوه، این شبکه چارچوبی را برای پروتکل‌های قاچاق جنسی در محیط‌های بهداشتی پس از شناسایی قربانی ایجاد کرده‌است. هدف از این پروتکل‌ها ارائه راهنمای گام به گام برای افرادی است که با قربانی تعامل دارند و در مورد نحوه اقدام پس از شناسایی یک قربانی احتمالی قاچاق، توضیح‌های کامل ارائه می‌دهند. همچنین، ابتکاری موسوم به جعبه ابزار قاچاق انسان و امید برای عدالت برای ارائه دهندگان خدمات بهداشتی در دسترس قرار گرفته‌است. هدف این مجموعه ابزار ارائه یک پاسخ پزشکی یکنواخت به قاچاق است. این جعبه ابزار سیاست‌ها و رویه‌های شناخته شده را با اصول مراقبت آگاهانه از آسیب هماهنگ می‌کند. این جعبه ابزار برای استفاده ارائه دهندگان مراقبت‌های بهداشتی مختلف مانند کارکنان بهداشت عمومی، مددکاران اجتماعی، مشاوران بهداشت روان، پرستاران و بسیاری دیگر در نظر گرفته شده‌است. ابتکار دیگر توسط مراکز کنترل و پیشگیری بیماری ایجاد شده‌است. آنها به منظور شناسایی و دسته‌بندی بهتر موارد قاچاق جنسی، آغاز به اجرای روش‌های جدید گردآوری اطلاعات برپایه طبقه‌بندی بین‌المللی بیماریها (ICD) کرده‌اند. قسمتهای جدید شامل کدهای ICD-10-CM هستند. اینها بیشتر در کدهای T و Z طبقه‌بندی می‌شوند. کدهای T در دسته‌بندی‌های تشخیصی خاص طبقه‌بندی می‌شوند که برای نشان دادن موارد مشکوک و تأیید شده قاچاق استفاده می‌شوند. علاوه بر این، کدهای Z نیز وجود دارند، اما به دلایل دیگر برای بررسی یا مشاهده قربانیان قاچاق استفاده می‌شود.
تقریباً ۸۷٫۸٪ از قربانیان قاچاق در طول مدت بهره‌کشی و کار با یک متخصص بهداشت تماس گرفته‌اند. در تاریخ ۲۶ فوریه ۲۰۱۸ ، دفتر قاچاق انسان (OTIP) تحت نظر وزارت بهداشت و خدمات انسانی ایالات متحده ، قانون موسوم به SOAR برای بهداشت و سلامت، در سال ۲۰۱۸ تصویب کرد. SOAR مخفف Stop, Observe, Ask, and Respond (صبر کن، ببین، بپرس و پاسخ بده) یک برنامه آموزشی است که هدف آن تجهیز صحیح افراد به منابع و روشهای لازم برای شناسایی قربانیان قاچاق انسان است. این آموزش برای کمک به دیگران در شناخت شاخص‌ها و خصوصیات اصلی قاچاق انسان و همچنین کمک به یادگیری تکنیک‌های اصلی ارتباطی که برای همه افراد درگیر مؤثر است، مفید فایده است. روش‌های پاسخگویی می‌توانند در شناسایی قربانیان بدون ایجاد آسیب و قرار دادن آنها در معرض خطر کلیدی باشند. این آموزش‌ها همچنین پشتیبانی و منابعی را که برای جلب توجه به جرمی که ممکن است به شدت بر آن منطقه تأثیر بگذارد، در دسترس اهالی ان منطقه قرار می‌دهد. این آموزش‌ها را می‌توان به‌صورت آنلاین یا حضوری انجام داد و می‌توان بر اساس حرفه افراد، آن را شخصی‌سازی کرد. SOAR برای هر کسی که علاقه‌مند است یاد بگیرد چگونه قربانیان یا شرایط قاچاق انسان را در یک محیط بهداشتی شناسایی کند، در دسترس است. دوره‌های آموزشی برای مددکاران اجتماعی، متخصصان پزشکی و بهداشت عمومی و حتی مربیان در دسترس است.
پزشکان مبارز با قاچاق انسان (PATH) برنامه ای از انجمن زنان پزشکی آمریکا (AMWA) است که در سال ۲۰۱۴ با تلاش برای تشویق متخصصان پزشکی از جمله پزشکان، دستیاران و دانشجویان پزشکی برای آگاهی بیشتر از قاچاق انسان آغاز شد. . این ابتکار ابتدا توسط دکتر گایاتری دیوی در سال ۲۰۱۲، رئیس وقت AMWA مورد تحلیل قرار گرفت. وی قاچاق جنسی انسان را به عنوان موضوعی اساسی مورد توجه قرار داد. این بحث سپس به تشکیل کمیته قاچاق انسان برای رسیدگی به این موضوع منجر شد. PATH از آن زمان برای آموزش حرفه ای‌ها و دانشجویان در زمینه شناسایی و حمایت از قربانیان قاچاق انسان، محتوایی را برای استفاده در بیمارستان‌ها و سایر مکان‌های پزشکی ایجاد کرده‌است. PATH همچنین در بسیاری از رسانه‌ها مانند Politico و TEDx دیده شده‌است.
سه روش اصلی وجود دارد که مددکاران اجتماعی برای کمک به بهبود نجات‌یافتگان قاچاق جنسی استفاده می‌کنند: زیست‌محیطی، قدرت‌محور و قربانی‌محور. با استفاده از رویکرد زیست‌محیطی، مددکار اجتماعی محیط و اهداف فعلی مراجع خود را برای ادغام مجدد در جامعه ارزیابی می‌کند. با بررسی چگونگی تأثیر سیستم‌های عدالت، خدمات حقوقی و پزشکی بر مراجع، آنها می‌توانند به مراجع در یافتن اشتغال در آینده، کسب منزلت حقوقی و پیوستن به خانواده کمک کنند. رویکرد قدرت‌محور، ایجاد پیوند اعتماد بین مددکار اجتماعی و مراجع وی برای ایجاد اعتماد به نفس و همچنین استقلال و مهارت‌های رهبری ایجاد شده‌است. در پایان، هنگام استفاده از رویکرد قربانی‌محور، مددکاران اجتماعی خدمات و برنامه‌هایی را برای آینده تهیه می‌کنند که به‌طور خاص متناسب با نیازهای فردی مراجع آنها باشد. این خدمات از دریچه دید فرد نجات‌یافته ایجاد شده‌اند که به مددکاران اجتماعی اجازه می‌دهد تا به راحتی نیازهای مراجع‌های خود را برآورده کنند ثابت شده‌است که هر سه روش در بهبود نجات‌یافتگان قاچاق جنسی مؤثر است.

### روش‌های کنترلی برای تسهیل مداخله
بسیاری از روش‌های کنترلی توسط قاچاقچیان جنسی برای کنترل قربانیان خود استفاده می‌شوند؛ مانند تهدید، حمله فیزیکی و جنسی، مصادره مدارک قانونی سفر و مهاجرت، و تهدید علیه خانواده مقتول. دانشگاه مینه سوتا دالوت برای کمک به امر مداخله در موارد سو استفاده‌های بومی، طرح چرخ قدرت و کنترل را منتشر کرده‌است. این چرخ، هشت مکانیسم مختلف قدرت و کنترل را که بر قربانیان اعمال می‌شود، نشان می‌دهد؛ از جمله: ارعاب، سوءاستفاده عاطفی، انزوا، انکار، سرزنش و کوچک‌نگری، سوءاستفاده جنسی، سوءاستفاده جسمی، استفاده از امتیاز، سوءاستفاده اقتصادی، اجبار و تهدید. این چرخ برای استفاده در گروه‌های مشاوره و آموزش برای قربانیان قاچاق جنسی ساخته شده‌است. این طرح، نشان می‌دهد که می‌شود با شناسایی روش‌های مورد استفاده علیه قربانیان، چرخه خشونت ممکن است قابل مشاهده و متوقف شود.

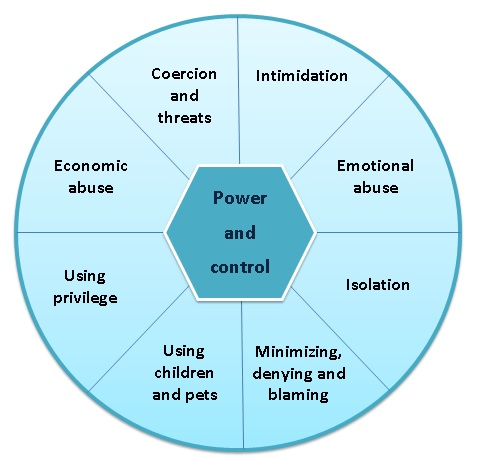
نسخه مخفف چرخ قدرت و کنترل

سازوکار دیگری که برای درک کنترل استفاده می‌شود مدل BITE است که توسط استیون حسن ایجاد شده‌است. مدل BITE چهار دسته زورگویی را که بر قربانیان قاچاق جنسی اعمال می‌شود، توصیف می‌کند: کنترل رفتار ، کنترل اطلاعات ، کنترل فکر و کنترل عاطفی. وی می‌گوید که درک تجربه از دست دادن هویت در قربانیان، به منظور کمک به آنها در خارج شدن از وضعیت کنونیشان یا رهایی از قاچاق جنسی ضروری است.

## تلاش‌ها برای مقابله با قاچاق جنسی

### تاریخچه قوانین میان‌کشوری
فشارهای میان‌کشوری برای رسیدگی به قاچاق زنان و کودکان در اواخر قرن نوزدهم به بخشی فزاینده از جنبش اصلاحگرای اجتماعی در ایالات متحده و اروپا تبدیل شد. قوانین میان‌کشوری علیه قاچاق زنان و کودکان با انعقاد یک کنوانسیون میان‌کشوری در سال ۱۹۰۱ و توافقنامه میان‌کشوری مبارزه با قاچاق بردگان سفید به سال ۱۹۰۴ آغاز به کار نمود. این توافقنامه به سال ۱۹۱۰ مورد تجدید نظر واقع شد. نخستین پژوهش‌های رسمی میان‌کشوری در مورد این موضوع توسط خیرخواه آمریکایی جان دیویس راکفلر، از راه دفتر بهداشت اجتماعی آمریکا تأمین مالی شد. جامعه ملل که در سال ۱۹۱۹ تشکیل شد، به عنوان هماهنگ‌کننده میان‌کشوری قوانین برای پایان دادن به قاچاق زنان و کودکان فعالیت خود را آغاز کرد. کنفرانس میان‌کشوری قاچاق بردگان سفید به سال ۱۹۲۱ با حضور ۳۴ کشوری که کنوانسیونهای ۱۹۰۱ و ۱۹۰۴ را تصویب کرده بودند، برگزار گشت. کنوانسیون دیگری علیه قاچاق انسان توسط اعضای اتحادیه در سال ۱۹۲۲ تصویب شد و مانند کنوانسیون میان‌کشوری ۱۹۰۴، این کنوانسیون نیز کشورهای تصویب کننده را ملزم به ارائه گزارش سالانه در مورد پیشرفت خود در مقابله با این مشکل کرد. انطباق کشورها با این امر الزام‌آور و تعهدشان بدان کامل نبود. در سال ۱۹۲۴، به‌تقریب ۳۴ درصد از کشورهای عضو، گزارش را طبق نیاز ارائه دادند. در سال ۱۹۲۹ این رقم به ۴۶ درصد، در ۱۹۳۳ به ۵۲ درصد و در ۱۹۳۴ به ۶۱ درصد رسید. کنوانسیون میان‌کشوری برای جلوگیری از قاچاق زنان و کودکان ۱۹۲۱ توسط جامعه ملل حمایت شد. در سال ۱۹۲۳، این کنوانسیون، کمیته ای از دفتر وظیفه تحقیق در مورد قاچاق انسان در ۲۸ کشور را دارا بود که به‌تقریب با ۵۰۰۰ مطلع مصاحبه کرد و اطلاعات را طی دو سال قبل از انتشار گزارش نهایی تحلیل نمود. این نخستین گزارش رسمی در مورد قاچاق زنان و کودکان بود که توسط یک نهاد رسمی صادر می‌شد.
تلاش‌ها برای مبارزه با قاچاق جنسی اغلب با تلاش‌ها علیه روسپی‌گری مرتبط است. با این حال، این موضوع، اغلب در رابطه با مراجعه قانونی قربانیان قاچاق جنسی مشکل ساز است. در حالی که روسپی‌ها به‌طور اسمی و با اختیار، کار جنسی را انتخاب می‌کنند، قربانیان قاچاق جنسی این کار را زیر فشار انجام می‌دهند. با درک این موضوع، بسیاری از ایالتها قانونی را تصویب کرده‌اند که باعث می‌شود قربانیان قاچاق جنسی طبق قوانین تن‌فروشی، مجازات نشوند و عفو دریافت کنند. با این حال بسیاری از آنها به دلیل بی سوادی قانونی و تعصبات نهادی در این کار موفق نیستند. به همین ترتیب، قربانیان قاچاق جنسی معمولاً هنگام آگاه‌سازی مقام‌ها از وضعیت خود، مورد آزار و شکنجه قانونی قرار می‌گیرند.
جین آدامز یکی از برجسته‌ترین اصلاح‌طلبان در دوره پیشرفت بود و مفاهیم نخستین برده‌داری سفید و کار جنسی را در کتاب خود با عنوان " یک وجدان جدید و یک شر باستانی" اصلاح کرد. وی، در میان دیگران، برای طبقه‌بندی همه افراد مجبور به تن‌فروشی به عنوان قربانیان بردگی جنسی مبارزه کرد و معتقد بود که هر گونه کار جنسی زنان، استثمار جنسی آنان توسط مردان قدرتمندتر است. آدامز همچنین معتقد بود که لغو برده داری سفید، زنان بیشتری را وارد جنبش حق رأی خواهد کرد. الکس اسمولاک پزشک، بسیاری از خطرات سلامتی را که زنان در برده‌داری سفید در دوران پیشرفت با آن روبرو بوده‌اند، مطالعه کرده‌است. وی در مقاله خود با عنوان "بردگی سفید، شورش‌های فاحشه‌خانه‌ها، بیماری‌های ونرئال و نجات زنان …" می‌گوید که "دوران پیشرفت، زمانی بود که جامعه به سرعت در حال تغییر بود. تأثیرات ناشی از شهرنشینی، صنعتی شدن، تجاری سازی، مهاجرت و اخلاق مدنی، همه با یکدیگر تعامل کردند تا هم به تن‌فروشی و هم به جنبش ضد تن‌فروشی دامن بزنند." «توافقنامه میان‌کشوری برای جلوگیری از قاچاق برده سفید" همراه با "قانون بردگی سفید ایالات متحده در سال ۱۹۱۰"، توسط ۱۳ کشور از جمله ایالات متحده در ۱۹۰۴ تصویب شد. در طول ۴۵ سال پس از آن، کنوانسیون میان‌کشوری مبارزه با قاچاق زنان و کودکان توسط جامعه ملل تصویب شد و اصطلاح «برده سفید» با «قاچاق انسان» جایگزین شد؛ واژه‌ای که امروزه به‌طور معمول استفاده می‌شود.

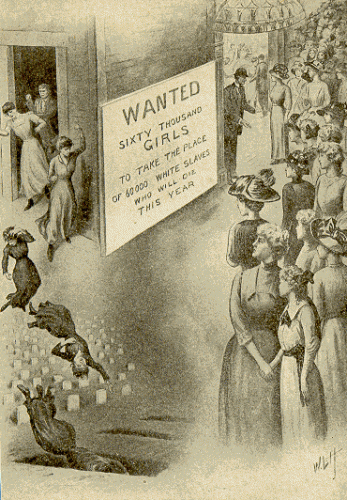
نیازمندی‌ها: ۶۰٬۰۰۰ دختر، که جای ۶۰٬۰۰۰ برده سفید را که قرار است امسال بمیرند، بگیرند.

### سازمان ملل
نخستین پروتکل میان‌کشوری مربوط به برده‌داری جنسی کنوانسیون پیشگیری از قاچاق انسان و بهره‌کشی جنسی از دیگران به سال ۱۹۴۹ توسط سازمان ملل ایجاد شد. این کنوانسیون، قاچاق جنسی را با عزت و ارزش شخص انسانی ناسازگار می‌دانست. کنوانسیون ۱۹۴۹ سازمان ملل متحد که به عنوان الگویی برای قانونگذاری در آینده عمل می‌کند، توسط همه کشورها تصویب نشده‌است، اما در سال ۱۹۵۱ برای کشورهای امضاکننده، لازم‌الاجرا شد. این تلاش‌های نخستین منجر به کنوانسیون ۲۰۰۰ علیه جرم سازمان یافته فراملی شد که امروزه آن را قاچاق انسان می‌دانند. این اسناد حاوی عناصر قانون میان‌کشوری کنونی در مورد قاچاق انسان است.
در سال ۲۰۱۱، سازمان ملل متحد گزارش داد که دختران، قربانی دو سوم قاچاق کودکان هستند. دختران، ۱۵ تا ۲۰ درصد از کل تعداد قربانیان شناسایی شده را تشکیل می‌دهند؛ در حالی که این رقم برای پسران حدود ۱۰ درصد است. گزارش سازمان ملل بر اساس داده‌های رسمی ارائه شده توسط ۱۳۲ کشور بوده‌است.
در سال ۲۰۱۳، قطعنامه ای برای ایجاد روز جهانی مبارزه با قاچاق انسان توسط سازمان ملل تصویب شد. نخستین روز جهانی مبارزه با قاچاق انسان ۳۰ ژوئیه ۲۰۱۴ برگزار شد و اکنون این روز همه ساله در سی‌ام ژوئیه برگزار می‌شود.
معاهدات میان‌کشوری کنونی شامل کنوانسیون رضایت به ازدواج، حداقل سن ازدواج و ثبت ازدواج است که از سال ۱۹۶۴ لازم‌الاجرا شده‌است.

### در ایالات متحده

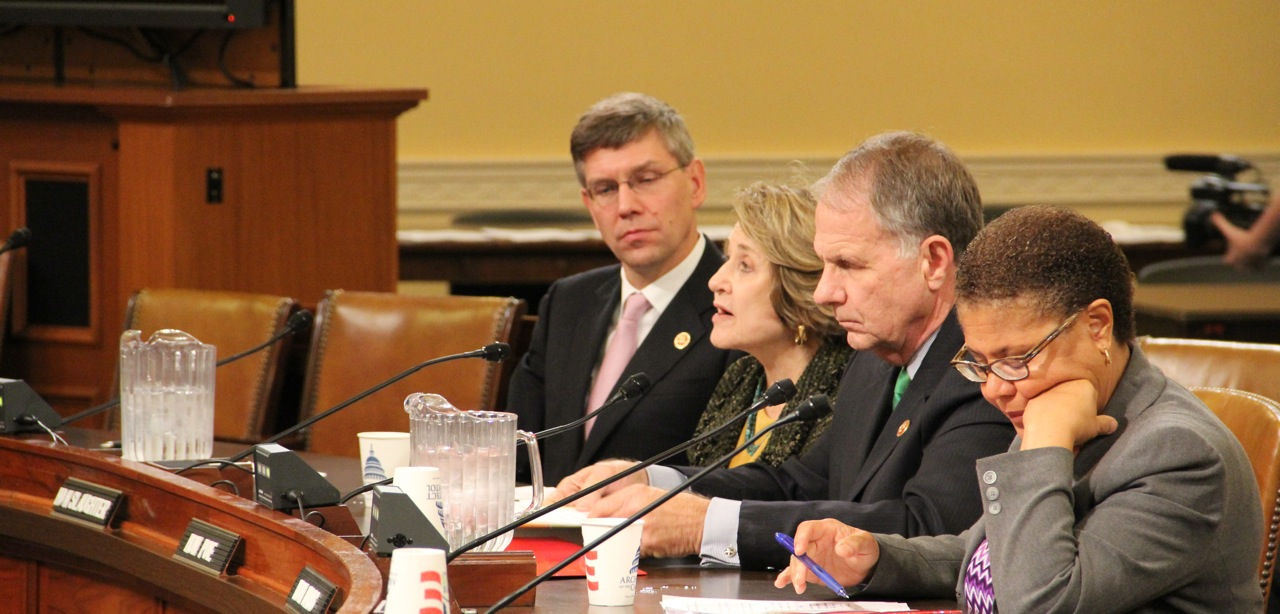
لوئیز اسلاتر در جلسه کمیته فرعی منابع انسانی «وِیز اند مینز» Ways & Means در ۲۳ اکتبر ۲۰۱۳ شهادت داد. او در حمایت قاطع از لایحه ای که با Rep همکاری کرده بود، شهادت داد. اریک پائولسن (R-MN) نیز به‌شمار زیاد کودکان تحت مراقبت‌های بهزیستی که در صنعت قاچاق جنسی در ایالات متحده استخدام می‌شوند، پرداخت.

در سال ۱۹۱۰، کنگره آمریکا، قانون من را تصویب کرد که موجب شد حمل و نقل زنان به خارج از مرزهای ایالتی به منظور «فحشا یا فسق و فجور یا هر هدف غیراخلاقی دیگر» جنایت محسوب شود. هدف اصلی آن، مقابله با فحشا، بی‌اخلاقی و قاچاق انسان بود؛ به ویژه در مواردی که قاچاق با هدف تن‌فروشی صورت بپذیرد. اما ابهام «بی‌اخلاقی» به‌طور مؤثر سبب شد تا ازدواج مییان‌نژادی نیز جرم تلقی شود و عبور زنان مجرد از مرزهای ایالتی را به دلیل اقدامات اشتباه اخلاقی ممنوع کرد. در سال ۱۹۱۴، ۷۰ درصد از زنان دستگیر شده برای عبور از مرزهای ایالتی تحت این قانون، به جرم روسپی‌گری داوطلبانه متهم شدند. هنگامی که مفهوم برده جنسی سفیدپوست به برده جنسی از کشورهای فقیر تغییر یافت، ایالات متحده اقداماتی را در زمینه محدود کردن مهاجرت و ورود بیگانگان به کشور به منظور حل این مسئله آغاز کرد. البته دولت انگیزه‌های غیرمرتبط دیگری نیز برای سیاست‌های جدید مهاجرتی داشت. اقدامات بی‌شماری مانند لایحه سهمیه اضطراری ۱۹۲۱ و لایحه مهاجرت ۱۹۲۴، تعداد مهاجران از اروپا و آسیا را به ایالات متحده کاهش داد. به دنبال محدودیت‌های افزایش یافته در دهه ۱۹۲۰، که به موجب لایحه مهاجرت و تابعیت ۱۹۵۲ و لایحه مهاجرت و تابعیت ۱۹۶۵ به‌طور قابل توجهی از شدت آن محدودیت‌ها کاسته شد. با این حال، قاچاق انسان تا دهه ۱۹۹۰ هنوز مسئله اصلی تلقی نمی‌شد.
قانون تجارت جنسی استخدام، اغوا، به‌دست آوردن، تأمین، جابجایی یا پناه دادن به یک شخص یا سودجویی از چنین فعالیت‌هایی را با علم به این‌که این کار می‌تواند باعث می‌شود شخص تحت تجارت جنسی قرار گیرد و در صورتی که زیر ۱۸ سال باشد، در مورد زورگویی و تقلب قرار بگیرد، را غیرقانونی می‌داند.
در اواخر دولت کلینتون، کنگره، قانون قانون حفاظت از قربانیان قاچاق و خشونت (۲۰۰۰) (TVPA) را تصویب کرد که هدف از آن مبارزه جهانی با قاچاق انسان است. تحت دولت جورج دبلیو بوش، مبارزه با قاچاق جنسی در محدوده TVPA به یک اولویت تبدیل شد و قاچاق انسان و قاچاق جنسی را به عنوان برده‌داری امروزی در نظر گرفت. TVPA در نظر دارد خدمات را به قربانیان قاچاق انسان و قاچاق جنسی تقویت کرده و توانایی نیروی انتظامی را در تعقیب قاچاقچیان از راه تشویق نجات‌یافتگان برای همکاری در دادسرا را بهبود داده و آموزش در مورد قاچاق انسان را به منظور شناسایی بهتر قربانیان، در دستور کار قرار دهد. TVPA همچنین دارای یک مأموریت برای جمع‌آوری بودجه به منظور درمان قربانیان قاچاق جنسی است که به آنها سرپناه، غذا، آموزش و کمکهای مالی ارائه می‌دهد. در سطح میان‌کشوری، TVPA استانداردهایی را برای پیروی کردن سایر کشورها برای دریافت کمک از ایالات متحده به منظور مبارزه با قاچاق انسان تعیین کرده‌است. TVPA همچنین دو شرط را تعیین می‌کند که متقاضی می‌تواند برای دریافت مزایای ویزای تی از آن‌ها بهره‌مند شود. نخست، یک قربانی قاچاق باید قاچاق‌شدگی خود را ثابت کند و دوم اینکه باید تحت تعقیب قاچاقچی خود قرار داشته باشد. با وجودی که چنین انگیزاننده‌هایی، برای نجات‌یافتگان قاچاق جنسی، انگیزه‌های مثبتی را در روند دادرسی فراهم می‌کردند، برخی از محققان این انگیزاننده‌ها را فاقد کارایی می‌دانند؛ زیرا بار اثبات را به دوش قربانی می‌اندازند. نمونه ای از یک گزینه دیگر را می‌توان در کانکتیکات یافت؛ جایی که قوانین بندرگاهی امن برای قربانیان خردسال قاچاق جنسی وجود دارد. این قوانین مصونیت برای نجات‌یافتگان را فراهم می‌کند و بار اثبات را از دوش فرد برمی‌دارد. به‌طور کلی، ایجاد انگیزه در همکاری برای نجات‌یافتگان در روند پیگرد قانونی با توجه به دستکاری‌شدن عاطفی و وابستگی عاشقانه قربانی که اغلب نجات‌یافته را از متهم کردن قاچاقچیان خود یا جستجوی کمک منع می‌کند، می‌تواند مفید باشد. پس از اجرای TPVA برای نخستین بار، چندین آژانس و گروه ویژه ایجاد شدند. این قانون همچنین مورد تعدیل و مجوزهای متعددی قرار گرفته‌است. در فوریه ۲۰۰۰، وزارت دادگستری یک خط ویژه مربوط به قاچاق انسان و کارگروهی در این زمینه را ایجاد کرد و این باعث شد تعداد پرونده‌های قاچاق مورد تحقیق، افزایش یابد. در سال ۲۰۰۱، دفتر نظارت و مبارزه با قاچاق انسان تأسیس شد. در هر دو سال ۲۰۰۱ و ۲۰۰۳، راهنماهای جنایی جدیدی برای سهولت در تعقیب قاچاقچیان به TVPA اضافه شد. در سال ۲۰۰۳، TPVA اصلاح شد تا فعالان مدنی نیز در پرونده‌های مرتبط با قاچاق نیز به کار بی‌افتند. این امر سبب شد نجات‌یافتگان به سیستم دادرسی کیفری کم‌تر مراجعه داشته باشند. این قانون به سال‌های ۲۰۰۳، ۲۰۰۵، ۲۰۰۸ و ۲۰۱۳ مجدداً مجاز شد. وزارت امور خارجه گزارش سالانه قاچاق انسان (گزارش‌های TIP) را منتشر می‌کند که در آن پیشرفت ایالات متحده و سایر کشورها در از بین بردن مشاغل مرتبط با قاچاق انسان و نیز دستگیری قاچاقچیان و حمایت از قربانیان داشته‌اند، بررسی می‌کند.
در سطح ایالتی، قانون قاچاق جنسی از نظر تعاریف و رویکردها متفاوت است. این قانون در کالیفرنیا از زنان حمایت می‌کند تا آنها خارج از سیستم عدالت کیفری نیز گزینه‌هایی داشته باشند و اقدامات درمانی مدنی را دنبال کنند. قانون کالیفرنیا همچنین امتیازاتی برای مددکاران مشغول به کار در موارد قاچاق جنسی ارائه می‌دهد. در کنتیکت، علاوه بر قوانین بندرگاه امن برای قربانیان خردسال قاچاق جنسی، آموزش کارمندان در صنعت هتلداری برای شناسایی قاچاق جنسی نیز مورد تأکید واقع شده‌است. نظر بر این است از آنجا که فعالیت‌های قاچاق غالباً در هتل‌ها اتفاق می‌افتد، کارمندان باید قادر به شناسایی و گزارش این موارد باشند. همچنین استدلالهایی وجود دارد که به صنعت هتلداری باید انگیزه‌هایی برای گزارش قاچاق جنسی ارائه شود؛ زیرا آنها از داشتن مشتریان در هتلهایشان سود می‌برند. یکی دیگر از مقررات در قانون قاچاق جنسی در کنتیکت، افزایش مجازات برای خریداران سکس است.
در ژوئیه ۲۰۱۹، اداره تحقیقات فدرال (FBI) عملیاتی یک‌ماهه را برای کشف و بازداشت قاچاقچیان جنسی و نجات کودکان قربانی، انجام داد. تحت ابتکاری به نام «روز عملیات استقلال» بیش از ۱۰۰ قربانی قاچاق جنسی با موفقیت در سراسر ایالات متحده نجات یافتند. علاوه بر این، در مجموع ۶۷ مظنون به قاچاقچی‌گری دستگیر شدند.

### شورای اروپا
حمایت مکمل کنوانسیون حمایت از کودکان در برابر بهره‌کشی و سوءاستفاده جنسی توسط شورای اروپا، که در لانزاروته و به تاریخ ۲۵ اکتبر ۲۰۰۷ امضا شد، ارائه شده‌است. این کنوانسیون از یکم ژوئیه ۲۰۱۰ به اجرا درآمد. از نوامبر ۲۰۲۰، این کنوانسیون توسط ۴۷ کشور تصویب شده‌است. کشور ایرلند امضا کرده اما هنوز تصویب نکرده‌است. هدف کنوانسیون، فراهم آوردن چارچوبی برای یک سامانه نظارت مستقل و مؤثر است که کشورهای عضو را برای رسیدگی به قاچاق انسان و حمایت از قربانیان مسئول بداند. برای نظارت بر اجرای این کار، شورای اروپا گروه متخصصان اقدام علیه قاچاق انسان (GRETA) را ایجاد کرد. این کنوانسیون به ساختار و هدف GRETA پرداخته و گروه را مسئول انتشار گزارش‌های ارزیابی اقدامات انجام شده توسط کشورهایی که کنوانسیون را امضا کرده‌اند، می‌داند.

### دیگر اقدام‌های دولتی
اقدام‌هایی که برای مقابله با قاچاق انسان انجام می‌شوند از دولتی به دولت دیگر متفاوتند. برخی اقدام‌های دولت‌ها عبارتند از:
- معرفی قوانینی که به‌طور ویژه مرتبط با جرم‌انگاری قاچاق انسان است.
- توسعه همکاری بین سازمانهای اجرای قانون و سازمان‌های مردم‌نهاد (NGO) از بسیاری از کشورها
- افزایش آگاهی عمومی دربارهٔ موضوع قاچاق جنسی

افزایش آگاهی می‌تواند به سه شکل انجام شود. نخست، دولت‌ها می‌توانند آگاهی را در میان قربانیان بالقوه، به ویژه در کشورهایی که قاچاقچیان انسان فعالیت دارند، افزایش دهند. دوم، آنها می‌توانند آگاهی پلیس، کارمندان رفاه اجتماعی و افسران مهاجرت را افزایش دهند تا آنان را برای مقابله مناسب با این مشکل تجهیز کند. سرانجام، در کشورهایی که تن‌فروشی قانونی یا نیمه‌قانونی است، می‌توانند آگاهی را در بین مشتریان روسپی‌ها افزایش دهند تا آنان بتوانند نشانه‌های قربانیان قاچاق انسان را تشخیص دهند. روش‌های افزایش آگاهی عمومی اغلب شامل برنامه‌های تلویزیونی، فیلم‌های مستند، ارتباطات اینترنتی و پوسترها است.

### انتقاد از اقدام‌های پیشگیرانه و مداخله‌گر
بسیاری از کشورها به دلیل بی عملی، یا اقدام ناکارآمد مورد انتقاد قرار گرفته‌اند. این انتقادها شامل عدم موفقیت دولتها در شناسایی و حمایت از قربانیان قاچاق، وضع سیاستهای مهاجرتی که به‌طور بالقوه قربانیان قاچاق را مجدداً قربانی می‌کند؛ از جمله اخراج مهاجرها و نیز، اقدام‌های کافی برای کمک به جلوگیری از تبدیل شدن جمعیت آسیب‌پذیر به قربانی قاچاق. انتقاد ویژه به عدم تمایل برخی کشورها برای مقابله با قاچاق غیر جنسی صورت پذیرفته‌است.
پژوهش‌ها دربارهٔ کار جنسی و تلاش‌ها برای مبارزه با قاچاق جنسی، با هدف حمایت از قربانیان، نگرانی‌ها را در مورد اثرهای ناخواسته برخی از سیاست‌های ملی و میان‌کشوری، راهکارهای اجرای قانون و تلاش‌های فعالانه در مورد قربانیان قاچاق و کارگران جنسی افزایش داده‌است. به عنوان مثال، ارزیابی سطح دوم ایالات متحده از ژاپن در گزارش TIP به سال 2004 دولت ژاپن را تشویق کرد که محدودیت‌های اضافی را به روش‌ها و سیاست‌های خود برای ارائه ویزای سرگرمی اضافه کند. این ویزا توسط کارگران مهاجر که به دنبال کار در مشاغل مرتبط با صنعت سکس در کشور ژاپن هستند، استفاده می‌شود. با این حال، این مقررات، فرصت‌هایی را برای سوءاستفاده برخی از تسهیل‌کنندگان مهاجرتی فراهم کرده تا با استفاده از این ویزا، از مهاجران سوءاستفاده کنند. به‌طور مثال، توانایی مهاجران را برای ترک کارفرمایان با شرایط کار نامناسب بکاهند یا اقدامات بیش از حد محدود کننده مانند توقیف گذرنامه یا محدود کردن توانایی مهاجر برای ترک محل تجارت، را در مورد مهاجر به اجرا بگذارند. شیوه‌های مأموران اجرای قانون در برخی کشورها نیز به دلیل تشویق کارگران جنسی برای جا زدن خود به عنوان قربانی قاچاق جنسی و ورود به برنامه‌های امداد و توانبخشی به منظور جلوگیری از مجازات زندان به اتهام تن‌فروشی، مورد انتقاد قرار گرفته‌است.

### سازمان‌های مردم‌نهاد (NGO)
بسیاری از سازمان‌های مردم‌نهاد در زمینه مبارزه با قاچاق جنسی کار می‌کنند. یکی از مهم‌ترین آن‌ها، سازمان مأموریت دادگستری میان‌کشوری (IJM) است. IJM یک سازمان ناسودبر حقوق بشری مستقر در ایالات متحده است که با قاچاق انسان در کشورهای در حال توسعه در آمریکای لاتین، آسیا و آفریقا مبارزه می‌کند. IJM اظهار داشته که این سازمان یک «آژانس حقوق بشر است که قربانیان بردگی، استثمار جنسی و سایر انواع ستم‌های خشونت‌آمیز را نجات می‌دهد.» این سازمان مبتنی بر ایمان است؛ زیرا هدف اصلی آن «بازگرداندن چیزهایی به قربانیان است که خداوند برای آنان در نظر گرفته‌است: زندگی، آزادی، عزت و ثمره کار». IJM بیش از ۹۰۰۰۰۰ دلار از دولت ایالات متحده دریافت می‌کند. این سازمان برای نجات قربانیان دو روش دارد: یورش به فاحشه‌خانه‌ها با همکاری پلیس محلی و عملیات «خرید نیم‌تنه» که در آن آژانس‌های مخفی وانمود می‌کنند خدمات جنسی را از یک دختر خردسال خریداری می‌کنند. پس از یورش و نجات، زنان به برنامه‌های توان بخشی که توسط سازمان‌های غیردولتی، مانند کلیساها یا خود دولت اداره می‌شوند، فرستاده می‌شوند.
همچنین سازمانهایی به رهبری نجات‌یافتگان وجود دارند که به قربانیان استثمار و قاچاق، خدماتی ارائه می‌کنند. از جمله این سازمان‌ها می‌توان به ترژِرز اشاره کرد که توسط هارمونی داست به سال ۲۰۰۳ تأسیس شد. جِمز نیز یک سازمان دیگر است که توسط رِیچِل لیوید به سال ۱۹۹۸ تأسیس شده‌است.
همچنین سازمانهای مردم‌نهاد ملی در زمینه قاچاق انسان و قاچاق جنسی کار می‌کنند. به عنوان مثال، در کنیا، سازمان آگاهی از قاچاق انسان در زمینه پایان دادن به همه‌گونه قاچاق انسان در این کشور فعالیت می‌کند. این سازمان همچنین در کمپین میان‌کشوری «تقاضا را متوقف کنید»، شرکت کرده‌است.
در هند، جی. والتر تامسون آمستردام مدرسه‌ای با نام عدالت گشوده‌است. در آن‌جا، نجات‌یافتگان قاچاق جنسی برای وکیل شدن آموزش می‌بینند. پیش‌بینی می‌شود کل برنامه پنج تا شش سال به طول انجامد. زنان با مدرک حقوق و تمرکز ویژه در موارد استثمار جنسی، فارغ‌التحصیل می‌شوند. جی. والتر امیدوار است که روزی این زنان بتوانند به عنوان دادستان یا حتی قاضی مبارز با جنایتکارانی که زمانی از خود آنان سوءاستفاده کرده‌اند، فعالیت کنند.
غالباً سازمان‌های مردم‌نهاد، هنگام مبارزه با قاچاق جنسی بهترین نیت‌ها را دارند. بودجه غیردولتی غالباً از غرب تأمین می‌شود و این فعالیت‌ها در کشورهایی اجرا می‌شود که فرهنگ بسیار متفاوتی دارند. پژوهش‌ها نشان می‌دهد که کارمندان سازمان‌های مردم‌نهاد غربی به کندی با فرهنگ جامعه ای که در حال ارائه خدمات بدان هستند، سازگار می‌شوند. این امر اغلب منجر به قطع ارتباط بین سازمان مربوط و جامعه مقصد می‌شود. کارمندان سازمان‌های مردم‌نهاد مسئولیت منتشر کردن روایت افراد قاچاق شده را بر عهده دارند. این می‌تواند ساختاری سلسله مراتبی ایجاد کند که صدای سازمان‌های مردم‌نهاد غربی را نسبت به صدای افرادی که خدمت می‌کنند، مشروع‌تر و رساتر جلوه دهد. این امر خود به تقویت مفهوم زنان جهان سومی و واپس‌مانده دامن می‌زند.
ژاپن، مکانی محبوب برای قاچاق جنسی است. ژاپن سابقه طولانی در تجارت زنان برای رابطه جنسی دارد. در طول بخش عمده ای از تاریخ، کار جنسی در ژاپن قانونی بود. این امر، تمایز بین کار قانونی جنسی و روسپی‌گری غیرقانونی را برای دولت دشوار می‌کند. اینجاست که سازمان‌های مردم‌نهاد برای کمک به دولت وارد عمل می‌شوند. این سازمان‌ها در کشورهایی که سیاست‌های دولت در مقابله با یک مسئله خاص شکست می‌خورند، خدمات ارائه می‌دهند. با این حال، در ژاپن دریافت بودجه محلی برای سازمان‌های مردم‌نهاد متمرکز روی موضوعات مربوط به زنان دشوار است. این پشتیبانی سیاسی ضعیف، کار را برای سازمان‌های مردم‌نهاد در کشور ژاپن بسیار دشوارتر می‌کند. عدم حمایت ژاپن از حقوق زنان نشان می‌دهد که چرا نقش سازمان‌های غیردولتی در این کشور بسیار مهم است.

### کارزارها و ابتکار عمل‌ها
کارزارهای اطلاع‌رسانی عمومی را «... تلاش هدایت شده و حامی دولت برای برقراری ارتباط با مردم یا بخشی از مردم برای دستیابی به نتیجه سیاست‌گذاری‌ها» تعریف می‌کنند.
در ده سال گذشته، اسپانیا شاهد افزایش قاچاق جنسی بوده‌است. با توجه به این بحران، جنبش‌های اجتماعی، سازمان‌ها و نهادهای دولتی، سیاست‌هایی مانند برنامه ملی دوم علیه قاچاق جنسی و قوانین ضد قاچاق وضع کرده‌اند. مبارزه‌ها با قاچاق جنسی در اسپانیا بین سال‌های ۲۰۰۸–۲۰۱۷ توسط محققان بررسی شده‌است. پژوهش آنان نشان می‌دهد که بسیاری از کارزارها به جای تمرکز بر جنایت واقعی قاچاق جنسی و سامانه ضعیف اقتصادی که باعث دامن زدن به آن می‌شود، قربانی را به عنوان آسیب‌پذیر و ضعیف قلمداد می‌کنند. بر اساس این تحقیق‌ها، این گونه قلمداد کردن افراد قربانی قاچاق به عنوان قربانی یا بی‌گناه خواندن آن‌ها، قدرت مبارزه را از آنان سلب می‌کند. پژوهش‌گران اتوضیح می‌دهند که کمبود اطلاعات ارائه شده در این کارزارها مانع موفقیت آنها می‌شود. این کارزارها همواره اعداد و ارقام فراوانی از زنانی که در کارهای جنسی مورد سوءاستفاده قرار می‌گیرند منتشر می‌کنند، اما به سازوکاری که موجب این امر می‌شود، هیچ توجهی نمی‌کنند.
در سال ۱۹۹۴، اتحاد جهانی علیه قاچاق زنان برای مبارزه با قاچاق زنان به هر علتی ایجاد شد. این اتحاد بیش از ۱۰۰ سازمان مردم‌نهاد از آفریقا، آسیا، اروپا، آمریکای لاتین، کشورهای حوزه کارائیب و آمریکای شمالی را شامل می‌شود. سازمان ثورن توسط دو بشردوست مشهور به نام‌های دمی مور و اشتون کوچر به سال ۲۰۰۹ در تلاش برای مبارزه با قاچاق انسان، به ویژه قاچاق جنسی کودکان، در ایالات متحده ایجاد شد. در سپتامبر ۲۰۱۰، این دو اعلام کردند که کارزار «مردان واقعی دخترکان را نمی‌خرند» برای مبارزه با قاچاق جنسی کودکان را با همکاری سایر ستاره‌های هالیوود و شرکت‌های فناوری مانند مایکروسافت، توییتر و فیس بوک به راه می‌اندازند. «مردان واقعی دخترکان را نمی‌خرند» بر اساس این ایده به وجود آمد که مردان مشهور می‌توانند از شهرتشان علیه قاچاق جنسی دختران جوان و تجارت جنسی بهره‌گیرند. کانال مشهور تلویزیونی آم‌تی‌وی، کارزاری را برای مبارزه با قاچاق جنسی آغاز کرد؛ ابتکاری به نام ام‌تی‌وی اگزیت (پایان بهره‌کشی و قاچاق) برای افزایش آگاهی و پیشگیری از قاچاق انسان.
کارزار دیگر، کارازر ای۲۱، با شعار «لغو بی عدالتی در قرن بیست و یکم» است که هدف اصلی آن پرداختن به قاچاق انسان با یک رویکرد جامع است. این کارزار به قربانیان بالقوه آموزش و اطلاعات ارزشمندی می‌دهد تا یاد بگیرند چگونه با بهره‌گیری از راهکارهایی که آسیب‌پذیری آنها را کاهش می‌دهد، احتمال قاچاق را به بهترین وجه کاهش دهند. این کارزار همچنین محیطی ایمن برای قربانیان فراهم می‌کند و برنامه‌های بازپروری را در مراکز مراقبتی اجرا می‌کند. علاوه بر این، این کارزار شورای حقوقی و نمایندگی قربانیان را ارائه می‌دهد تا بتوانند قاچاقچیان خود را تحت پیگرد قانونی قرار دهند. یکی دیگر از مولفه‌های اصلی این کارزار، کمک به تأثیرگذاری بر قانون‌گذاران به منظور وضع قوانین جامع تر است که قاچاقچیان بیشتری را مورد پیگرد قرار دهد. کارزار «نه‌برای فروش» به منظور کمک به قربانیان قاچاق انسان در ایالات متحده، پرو، هلند، رومانی، تایلند، آفریقای جنوبی و هند فعالیت می‌کند. تنها در سال ۲۰۱۳، این کارزار، ۴۵۰۰ گونه خدمات به ۲٬۰۶۲ تَن ارائه داد. بیش‌تر قریب به اتفاق قربانیانی که کمک دریافت کرده‌اند از هلند بوده و تعداد قربانیان کمک‌شده نسبت به سال ۲۰۱۲، ۴۲ درصد افزایش یافته‌است. بیشتر بودجه این کارزار صرف تأمین بهداشت و مراقبت‌های تغذیه ای و آموزش قربانیان می‌شود. «نه‌برای فروش» یک پناهگاه امن برای قربانیان فراهم می‌کند و آنها را با مهارت‌های زندگی و آموزش شغلی توانمند می‌کند. این امر به افراد قاچاق‌شده کمک می‌کند تا با یادگیری کارهای شرافتمندانه، دوباره وارد بازار کار شوند. در گزارش تأثیر سالانه این سازمان به سال ۲۰۱۳، مشخص شد که ۷۵ درصد قربانیان مورد سوءاستفاده جنسی قرار گرفته‌اند.
در حالی که روند جهانی‌شدن باعث رشد فناوری‌های نویی شد که ممکن است قاچاق جنسی را تشدید کنند، با این حال می‌توان از این فناوری‌ها برای کمک به اجرای قانون و مبارزه با قاچاق بهره برد. یک پژوهش در مورد آگهی‌های اینترنتی مرتبط با سوپربول انجام شد. طبق گزارش‌ها، تقاضا برای قاچاق جنسی طی سال‌های گذشته این مسابقه‌ها، افزایش داشته‌است. برای مسابقات سوپربول ۲۰۱۱ که در دالاس تگزاس برگزار شد، وب‌سایت Backpage در منطقه دالاس در روز یکشنبه با افزایش ۱۳۶ درصدی تعداد آگهی‌های بخش بزرگسالان روبرو شد. به‌طور معمول، روزهای یکشنبه کمترین تعداد این آگهی‌ها در بخش بزرگسالان روی این وب‌سایت قرار می‌گیرد. پژوهش‌گران، پرکاربردترین اصطلاح‌ها را در این آگهی‌های آنلاین مورد تجزیه و تحلیل قرار دادند و دریافتند که واژگان متداول حاکی از آن است که بسیاری از قوادها از راه خطوط ایالتی به ویژه برای مسابقه‌های سوپربول به دالاس سفر می‌کنند. همچنین، سنین گزارش شده توسط روسپی‌ها بالاتر از حد معمول بوده که نشان می‌دهد جمعیت مسن تری از کارگران جنسی به این رویداد کشیده شده‌اند، اما از آنجا که این گزارش‌ها از خود روسپی‌ها گرفته می‌شود، داده‌ها قابل اعتماد نیستند. علی‌رغم آگهی‌دهی‌ای گسترده رسانه ای در مورد افزایش احتمالی قاچاق جنسی در زمان مسابقه‌های سوپربول، دانشگاهیان و مبارزان با قاچاق گفته‌اند که این امر عمدتاً حقیقت ندارد. آنها معتقدند در حالی که بازار تجارت جنسی طی رویدادهای بزرگ رشد متوسطی دارد، قاچاق جنسی یک مشکل در تمام طول سال است و تنها به برگزاری این مسابقه‌ها مرتبط نیست. توییتر، یکی دیگر از بسترهای شبکه اجتماعی بود که برای شناسایی قاچاق جنسی مورد مطالعه قرار گرفت. از ابزارهای دیجیتال می‌توان برای محدود کردن موارد قاچاق جنسی بهره برد؛ البته به صورت ناقص و با عدم اطمینان.

#### پایان‌دادن به تقاضا
اصطلاح «پایان‌دادن به تقاضا» به راهکارهای مبارزه با قاچاق جنسی اشاره دارد که بر «مشتری‌ها» و خریداران رابطه جنسی تمرکز دارد. یک راهکار معمول این است که خرید رابطه جنسی، خواه توافقی یا غیرمجاز، جرم تلقی شود. «پایان‌دادن به تقاضا» در برخی کشورها از جمله ایالات متحده و کانادا بسیار محبوب شده‌است. به عنوان مثال، در دهه ۱۹۹۰، توجه ویژه رسانه‌ها به قاچاق جنسی زنان در خارج از ایالات متحده جلب شد. واکنش زن‌گرایان در آن زمان این بود که نه تنها خواستار خدمات اجتماعی برای افراد قاچاق شده بودند، بلکه مجازات‌های سختگیرانه تری نیز برای مشتری‌ها خواستار شدند. طرفداران این راهکار از ابتکارهایی مانند «بازپروری مشتریان» برای بازپروری «مشتریان روسپی‌ها»، افزایش دستگیری آن‌ها، و خوارساختن عمومی با به‌کارگیری بیلبوردها و وب سایت‌هایی که علناً نام مشتریان گرفتار شده را می‌برند، حمایت می‌کنند. بازپروری مشتریان در سال ۱۹۹۵ در سانفرانسیسکو پایه‌گذاری شد و اکنون در بسیاری از شهرهای ایالات متحده آمریکا و همچنین کشورهای دیگر مانند انگلستان و کانادا استفاده می‌شود. برخی برنامه‌های بازپروری مشتریان را با دوره‌های ایمنی رانندگان مقایسه می‌کنند؛ چراکه متخلفانی دفعه نخست، می‌توانند برای حضور در کلاس‌های مربوط به مضرات روسپی‌گری هزینه بپردازند و پس از اتمام، اتهامات آنان پاک می‌شود. اقدام دیگری که در راستای راهکار پایان‌دادن به تقاضا انجام می‌شود، یک برنامه گردشگری درون‌کشوری به نام «راه را برای عدالت روشن کنید» است که توسط یک زن کانادایی به نام تارا تنگ به سال ۲۰۱۱ آغاز شد. کارزار خانم تنگ یک دادخواست را برای پایان بخشیدن به تقاضای تجارت جنسی که به فحشا و قاچاق جنسی دامن می‌زند، پخش می‌کند. تلاش‌های کارزار پایان‌دادن به تقاضا همچنین شامل کارزارهای گسترده آگاهی‌دهی عمومی می‌شود. کارزارها در سوئد، ماساچوست، رود آیلند، آتلانتا و جورجیا نیز آغاز شد. ماساچوست و رود آیلند همچنین قوانینی به تصویب رساندند که تن‌فروشی را جرم تلقی می‌کند و با هدف قرار دادن مشتریان، تلاش‌های کارزار پایان‌دادن به تقاضا را تقویت می‌کند.
کارزار آتلانتا از سال ۲۰۰۶ تا ۲۰۰۸ برگزار شد و عنوان آن «مشتری عزیز» بود. این کارزار، آگهی‌هایی در رسانه‌های محلی با هدف قرار دادن مشتریان بالقوه پخش کرد تا آنها را از خرید رابطه جنسی منصرف کند.
منتقدان کارزار مشتری عزیز بر جنبه «تقاضای مردان» در این کارزار متمرکز شده‌اند و معتقدند که این سبک از مبارزه، پیش‌فرض‌های جنسیت‌زده، نژادپرستانه و جنسی راجع به مشتری‌ها و زنان قاچاق شده را تقویت می‌کند. گفتمان تاریخی در ایالات متحده در مورد مشتریان بیش‌تر متمرکز بر اتهام‌زنی نژادی است. کارزار مشتری عزیز بیش‌تر توسط محلی‌های آتلانتا اداره می‌شد. مدافعان این کارزار از راه رسانه‌ها به شهروندان اطلاع می‌دادند که زنان جوان، دستگیر می‌شوند در حالی که قانون با مشتریان آنان کاری ندارد. تحقیقات تحلیل متنی، ماهیت اساسی کارزار را نشان داده‌است. پوسترهای تبلیغاتی مشتری عزیز، زنان را بر اساس رابطه آنها با سکس تعریف می‌کند. آنها همچنین فقط دختران سفیدپوست را در تصاویر نشان می‌دهند و این امر به ذهن متبادر می‌کند که تنها قربانیانی که ارزش مراقبت دارند، سفیدپوستان جوان و بی گناه هستند.
جالب است بدانید که در پوسترهای تبلیغاتی هیچ تصویری از مشتریان وجود ندارد. یک توضیح قابل قبول برای تلاش این کارزاراین است که آنان می‌خواهند دامنه پیامشان را گسترش داده و از کلیشه‌های نژادی پیش‌گیری کنند. این کلیشه‌های نژادی مرتبط با قربانیان دختر کاملاً روشن شده‌است. این کلیشه‌ها اما، بش‌تر قربانیانی را به تصویر نمی‌کشند. قانون گذاران در آتلانتا کاملاً از این کارزار پشتیبانی نمودند و به مردم از راه بیانیه ای مبنی بر اینکه خرید جنس را تحمل نخواهند کرد، نشان دادند که این امر برایشان اهمیت دارد. این بیانیه‌های عمومی اما، کاملاً با میزان واقعی بودجه ای که این شهر به سازمان‌های پشتیبان قربانیان اختصاص می‌دهد، در تضاد هستند. این شهر هیچ تحقیقی دربارهٔ اثربخشی این کارزار انجام نداده و بنابراین هیچ اطلاعاتی دربارهٔ تأثیر واقعی آن بر شهر وجود ندارد. همچنین توجه به این نکته مهم است که تبلیغات کارزار تنها به زبان انگلیسی بوده و بسیاری از افراد با مرجع مشتری عزیز آشنا نیستند. قانون گذاران بر این باورند که این کارزار در آگاهی بخشی به موضوع قاچاق جنسی مؤثر بوده و از این رو افکار عمومی و سیاست‌های مرتبط با آن را شکل داده‌است.

### مردان قربانی قاچاق جنسی
فقدان گفتگو، حمایت، خدمات حقوقی/پشتیبانی اجتماعی و فعالیت‌های دانشگاهی پیرامون استثمار جنسی مردان و پسران را می‌توان در گفتمان‌های اجتماعی بزرگتر پیرامون رابطه جنسی، سلطه و رفتار مردان جستجو کرد. بازنمایی‌های مردانه و سلطه جنسی در رسانه‌ها به این ایده دامن می‌زند که مردان نمی‌توانند قربانی قاچاق باشند، به ویژه قاچاق جنسی. عدم آگاهی عمومی و توجه به آسیب دیدگی مردان به شدت در کیفیت خدمات و قدرت چارچوب‌های قانونی در دسترس مردان قربانی قاچاق جنسی منعکس می‌شود. کارشناسان «عاملیت و انعطاف‌پذیری مرتبط با مردان جوان» را نیرویی قوی در جلوگیری از قربانیان مرد برای جلب حمایت مورد نیاز خود توصیف می‌کنند و باعث می‌شوند شبکه‌های پشتیبانی و خدمات ضد قاچاق شامل مردان نباشد. در چارچوب‌های پشتیبانی قربانیان مرد که در سراسر جهان وجود دارد، مسائلی نظیر آسیب‌پذیری‌های خاص جمعیت‌های مختلف در مناطق مختلف و متفاوت از نظر ملیت و وضعیت مهاجرت، گرایش جنسی، مصرف مواد مخدر، وضعیت اقتصادی-اجتماعی، وضعیت بهداشت، ساختار خانواده و موارد دیگر، غالباً مورد توجه قرار نگرفته و نیازهای گروه‌های مهم را برآورده نمی‌کنند. این ننگ مضاعف که قربانیان مرد قاچاق جنسی را در بر می‌گیرد، که گاه به تحقیر، آنان را همجنسگرا و کارگز جنسی می‌نامند، موجب می‌شود قربانیان مرد برای درخواست کمک یا حتی خودیاری را بسیار دشوار می‌کند. برخی از محققان گزارش می‌دهند که قربانیان مرد در رابطه با تماس با نیروی انتظامی نیز با میزان بیش‌تری از خشونت و وحشیگری پلیس نسبت به قربانیان زن روبرو شده‌اند.

### جرم‌انگاری و قانونی‌سازی تن‌فروشی
قوانین مربوط به خرید و فروش رابطه جنسی داوطلبانه و غیرارادی در کشورهای توسعه یافته بسیار متفاوت است. بررسی تأثیرهای این قانون‌ها در قاچاق جنسی دشوار است. طرفداران اشکال مختلف جرم انگاری، قانونی‌سازی یا تنظیم مقررات مرتبط با تن‌فروشی، ممکن است همگی استدلال کنند که مدل مد نظر آنها قاچاق جنسی را کاهش می‌دهد.
مدل هلندی قانونی سازی و تنظیم مقرارت و مدل سوئدی جرم‌انگاری خرید و دلالی رابطه جنسی اغلب مورد بحث قرار می‌گیرند. تفاوت این مدل‌ها در پیش‌گیری از قاچاق با تکیه بر حقوق کارگران داوطلب جنسی و مذمت مشتریان است. استدلال می‌شود که یک مدل ترکیبی از مجوز دادن به کارگران جنسی و جرم انگاری خرید رابطه جنسی غیرمجاز، قاچاق را بدون پایمال شدن حقوق شهروندی افراد، کاهش می‌دهد.

### روز دَهِش ۲۰۱۷
سازمان‌های میان‌کشوری پرشماری برای ایجاد روز ضد معاملات قاچاق انسان برای افزایش آگاهی و بودجه در سی‌ام ژوئیه ۲۰۱۷ با یکدیگر همکاری کرده‌اند. این روزی است که از سوی سازمان ملل متحد به عنوان روز جهانی مبارزه با قاچاق انسان تعیین شده‌است. روز دهش به میزبانی سایت Charidy.com، یک بستر سرمایه‌گذاری گسترده برای افراد فراهم آورده‌است.
مجمع عمومی سازمان ملل به سال ۲۰۱۰، برنامه جهانی اقدام برای مبارزه با قاچاق انسان را تصویب کرد. این برنامه، دولت‌های سراسر جهان را تشویق می‌کند تا اقدامات گسترده‌ای را برای از بین بردن قاچاق انسان انجام دهند. هدف این است که مبارزه با قاچاق انسان را در برنامه‌های سازمان ملل متحد برای تقویت توسعه مثبت و امنیت در سراسر جهان قرار دهند. بخش اصلی این طرح قرار دادن صندوق اعتماد سازمان ملل برای زنان و کودکانی است که قربانی قاچاق شده‌اند. صندوق اعتماد در این طرح، کمک به و حمایت از قربانیان قاچاق را از راه پرداخت‌های مالی به سازمان‌های غیردولتی مجاز به انجام می‌رساند. در آینده، هدف این است که قربانیان در اولویت قرار بگیرند؛ قربانیانی که با مشکلات مهاجرتی نیز روبرو هستند. همچنین تمرکز بر کمک به قربانیانی است که به منظور روابط جنسی، فروش اعضای بدن، التماس اجباری، بزهکاری اجباری و دیگر دلایل استثماری توسط مجرمان، قاچاق شده‌اند.
مجمع عمومی سازمان ملل، همچنین در سال ۲۰۱۳ جلسه ای را برای بررسی برنامه عملیاتی جهان گرد هم آورد. کشورهای بی‌شماری همچنین ۳۰ ژوئیه را به عنوان روز جهانی مبارزه با قاچاق انسان پذیرفته‌اند. آنها به این نتیجه رسیدند که روز یادبود و آگاهی برای توجه به قربانیان، حقوق آنها و حمایت از آنها بسیار مهم است.

### خرید سکس جرم است
«خرید سکس جرم است» شعاری است که توسط گروه‌های مبارزه با قاچاق انسان استفاده می‌شود. نخستین بهره‌گیری عمومی از این شعار توسط وب‌سایت thetraffickedhuman.org به سال ۲۰۱۶ در یک آگهی در مترو ونکوور انجام شد. این وب‌سایت، ائتلافی است که برای پایان دادن به استثمار زنان، جوانان و دختران فعالیت می‌کند.
این شعار روی همان بیلبورد توسط وب‌سایت sexisacrime.ca در سال ۲۰۱۷ در سراسر کانادا از جمله ادمونتون به نمایش درآمد. پلیس ادمونتون نیز از این ابتکار عمل به منظور آگاهی‌دهی عمومی، بهره برد. به سال ۲۰۱۸، یک کمپین جدید در وب‌سایت Buysexisacrime.org با حمایت مالی مجمع ونکوور علیه استثمار جنسی آغاز به کار کرد. این مجمع، یک گروه از وکلی‌ها، قاضی‌ها، مددکاران اجتماعی، متخصصان، معلمان، کنش‌گران و مدافعان حقوق زنان مستقر در ونکوور است که برای پایان دادن به استثمار جنسی کار می‌کنند.